# Littérature provençale

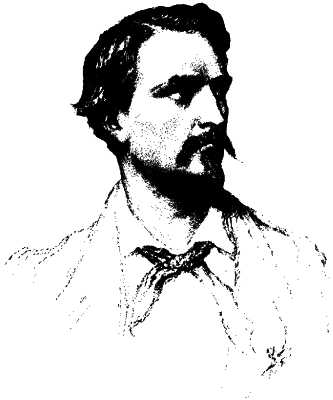
Frédéric Mistral, Prix Nobel de littérature

L'histoire de la littérature provençale fait partie de la littérature occitane et comprend l'ensemble des œuvres écrites en langue d'oc par des auteurs liés à la Provence ou employant le provençal.
L'histoire du comté de Provence, de son université ainsi que de son Parlement d'une part, la spécificité du provençal d'autre part font qu'elle se soit écrite une histoire littéraire propre et millénaire initiée par les troubadours et marquée par deux renaissances : une première au XVIe siècle (l'époque de Louis Bellaud de Bellaudiere) puis au XIXe siècle autour du Félibrige et de Frédéric Mistral qui fut un des premiers lauréats du prix Nobel de littérature. À partir de cette période, le Félibrige englobe et fédère l'ensemble des pays de langue occitane encourageant dans ses divers dialectes l'expression littéraire et produisant à cet effet une norme orthographique commune.
La langue (et en conséquence la littérature) provençale s'étend au-delà et en deçà des frontières du comté : au-delà du Rhône dans le Languedoc jusqu'à Lunel (ce qui inclut Nîmes) et au-delà du fleuve Var avec le comté de Nice ; le Nord de la Provence parle Vivarais, variante septentrionale de la langue d'oc qui s'étend jusqu'au Dauphiné ; la Provence du Pape, le Comtat Venaissin (avec Avignon), constitue une enclave politique historique au sein du comté de Provence.

## Littérature médiévale

### Troubairitz e troubadours

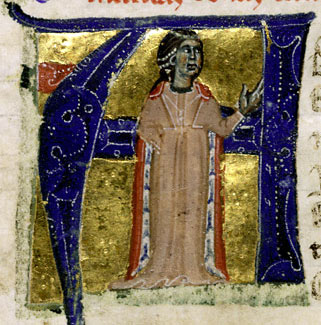
Béatrice de Die - Beatriz de Dia

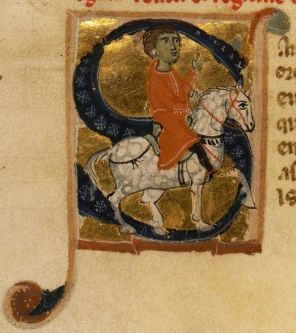
Raimbaud de Vaqueiras

La Provence a été un important foyer de troubadours et de troubairitz. Parmi les troubadours on peut mentionner : Albertet de Sisteron, Arnaut Bernart de Tarascon (it), Arnaut Plagues, Bertran del Pojet, Bertran de Lamanon, Bertran Folcon d'Avinhon, Blacasset, Blacatz, Bonifaci VI de Castelhana, Cadenet, Raimond-Bérenger IV, Duran Sartre de Paernas, Falconet, Folquet de Marseille, Granet, Guilhem de l'Olivier, Guillaume Ier, Guillem Rainol d'At, Gui de Cavalhon, Isnart d'Entrevenas, Jaufre Reforzat de Trets, Jordan de l'Isla de Venaissi, Tomier e Palazi, Paulet de Marselha, Peire Bremon Ricas Novas, Peire de Castelnou, Pistoleta, Pons de Monlaur, Raimbaut de Vaqueiras, Raimbaut d'Aurenga, Raimon d'Avinhon, Raimon d'Avinhon, Raimon Guillem, Raimon de las Salas, Raimon de Tors de Marseilha, Ricau de Tarascon, Rostaing Berenguier, Rostanh de Merguas, Tomier e Palaizi, Uc de Forcalquier.

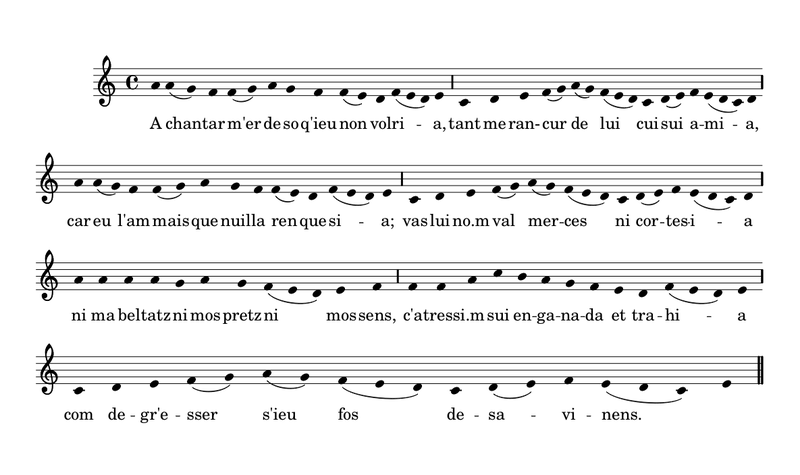
A chantar m'er de Beatritz de Die

De leur côté les troubairits comptent avec : Alamanda de Castelnau, Almucs de Castelnau, Garsende de Sabran, Guillelma de Rosers, Iseut de Capio, Béatrice de Die, Tibors.
De ces deux listes nous pouvons détacher trois noms Béatrice de Die, Raimbaud de Vaqueiras et Raimbaut d'Aurenga.
La comtesse de Die semble être la doyenne des écrivaines en langues romanes et de ce qui allait devenir la France (elle est légèrement plus âgée que Marie de France). Son écriture est féminine avec un point de vue et une voix féminines se plaignant parfois de l'attitude des hommes. 
Raimbaut de Vaqueyras, de son côté, fut un poète et un chevalier qui connut un vie aventureuse, participant aux Croisades. 
Comme tous les troubadours et troubaritz, Vaqueiras et Die sont des compositeurs majeurs de leur époque et parmi ceux dont les mélodies sont les plus régulièrement interprétées ; Kalenda maya pour le premier, A chantar m'er de so qu'ieu non volria pour la seconde.

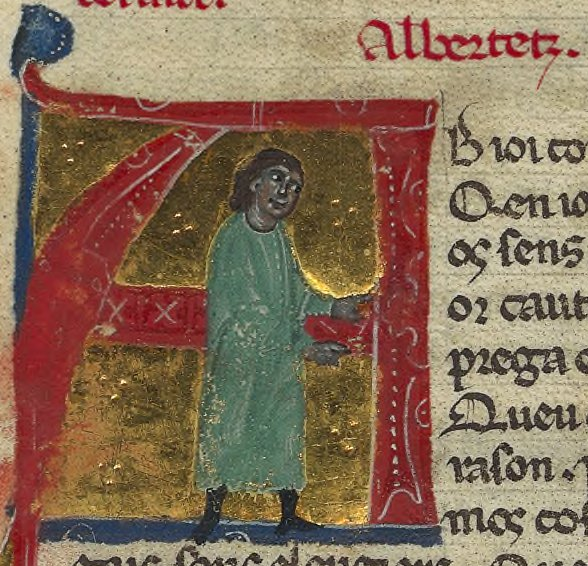
Albertet de Sisteron
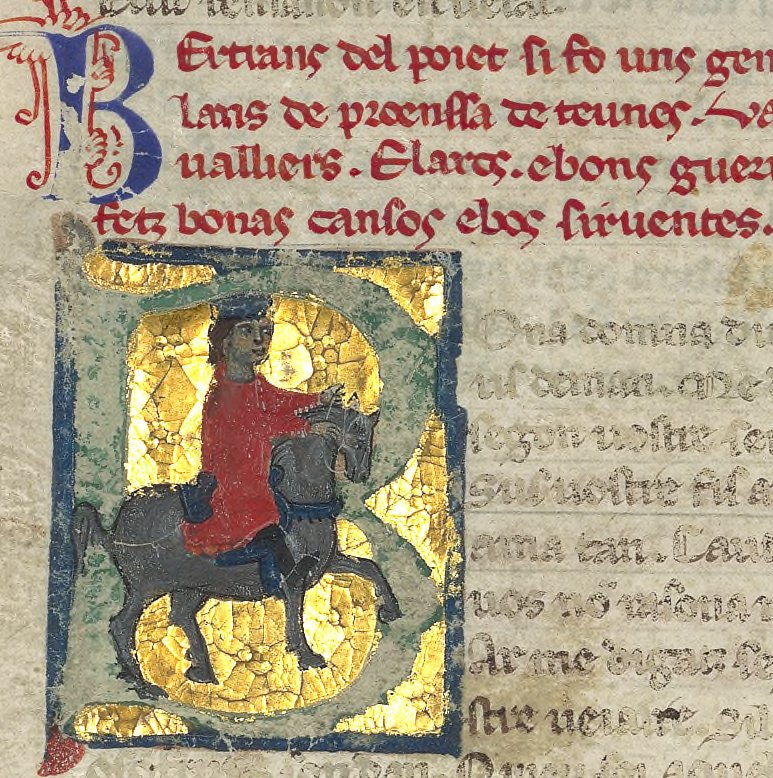
Bertran del Pojet
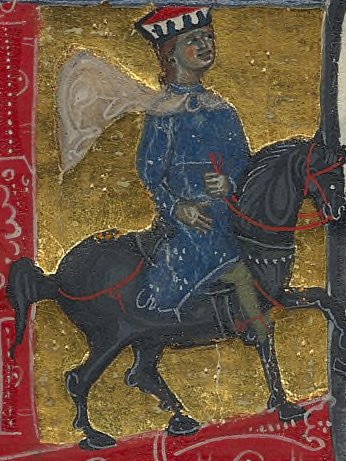
Blacatz
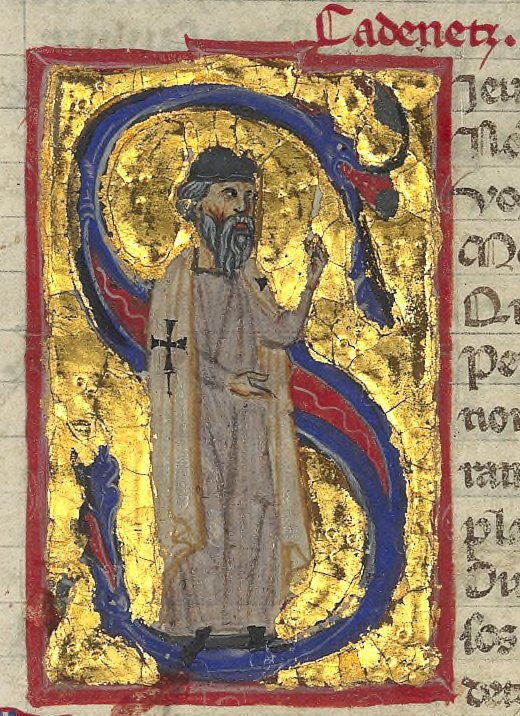
Cadenet
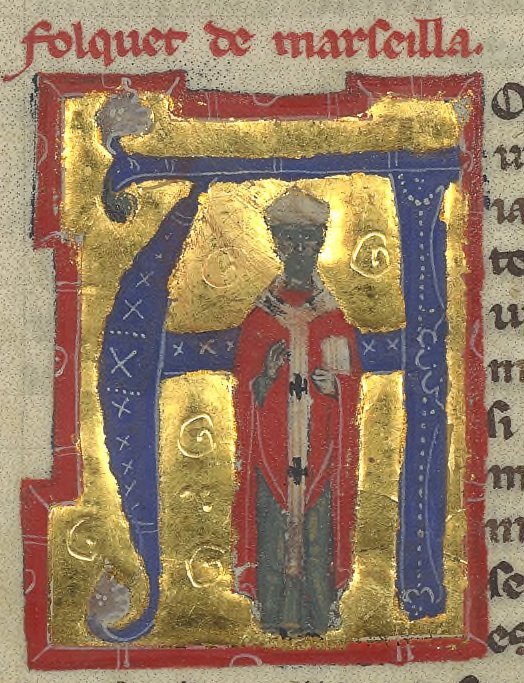
Folquet de Marseille
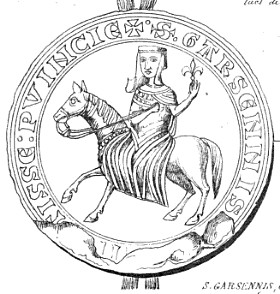
Garsende de Sabran
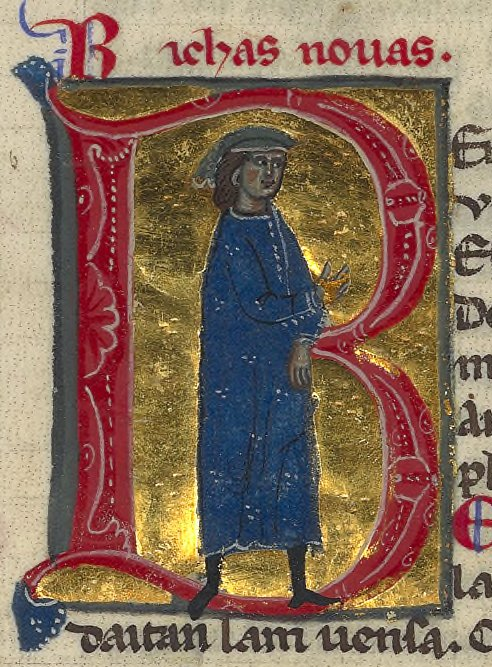
Peire Bremon Ricas Novas
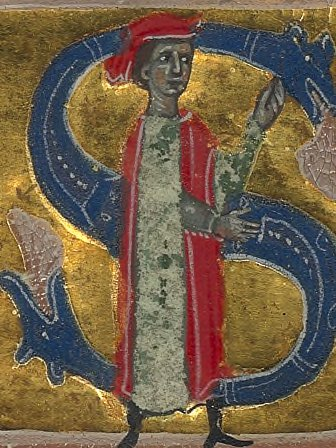
Pistoleta
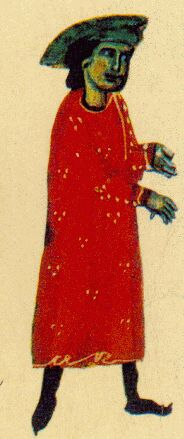
Raimbaut d'Aurenga
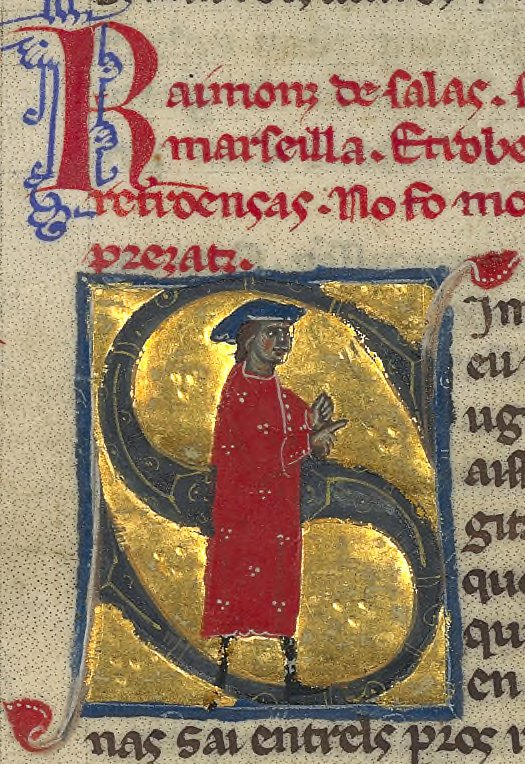
Raimon de las Salas
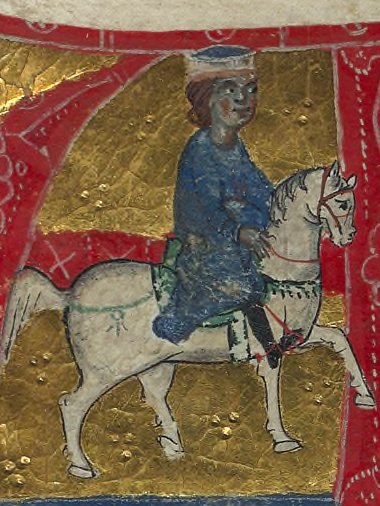
Ricau de Tarascon

### Théâtre
Comme dans d'autres littératures en langues modernes, des « mystères » représentant des épisodes religieux sont représentés au Moyen Âge. En Provence et en provençal ils sont bien sûr nombreux ; sont parvenus jusqu'à notre époque :
- A Toulon en décembre 1333, La Nativité de Notre-Dame et enfance de Jésus représenté par des membres des familles notables, le nom de Loyso nous étant parvenu dans le rôle de Marie jeune[2].
- les Mystères briançonnais tels que :
  - Istorio de Sanct Poncz[3]
  - Istoria Petri & Pauli[4]
  - Saint Eustache[5]
  - Sant Anthoni[6]
  - Sant Andres[7]

### Grammaires médiévales
Roustan souligne qu'Uc Faidit composa une grammaire provençale sous le titre célèbre de Lo donatz proensals. De son côté, le catalan Raimon Vidal de Bezaudun composa se Razós de trobar. Sur le plan général de la langue d'oc, les Leys d'Amors sont une norme linguistiques pour participer au concours de L'Acadèmia dels Jòcs Florals auxquels se présentent des troubadours provençaux entre autres.

### Chroniques, lois et délibérations

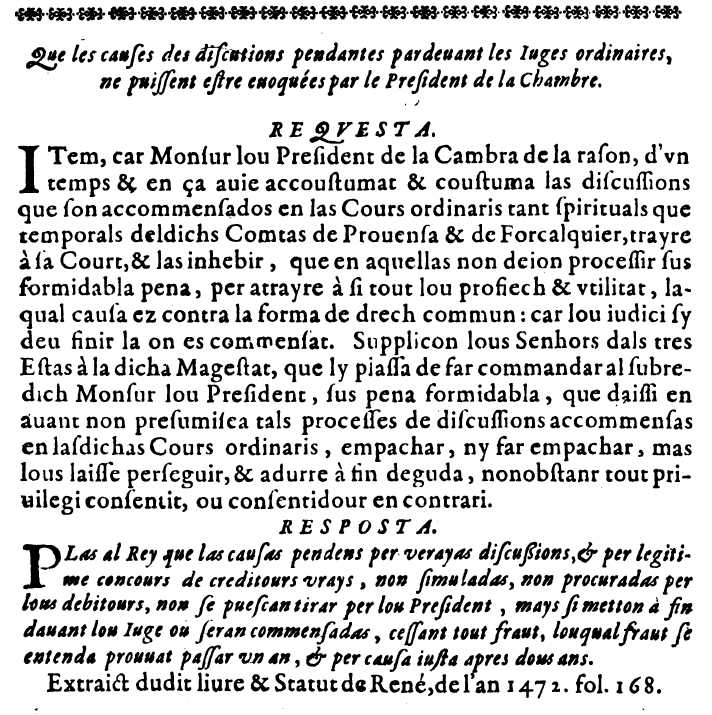
Statuts et Coustumes du Pays de Provence, article en langue d'oc

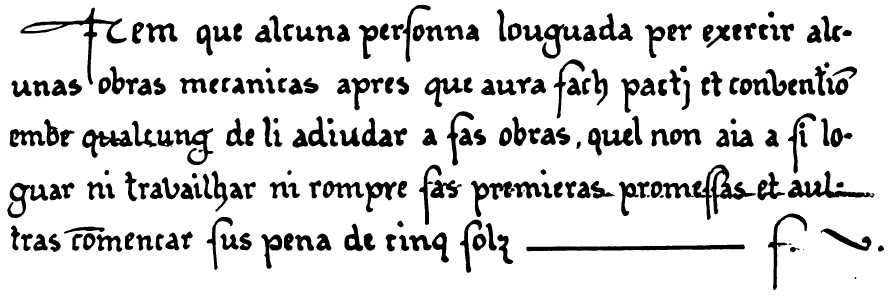
Cridas et Preconizations

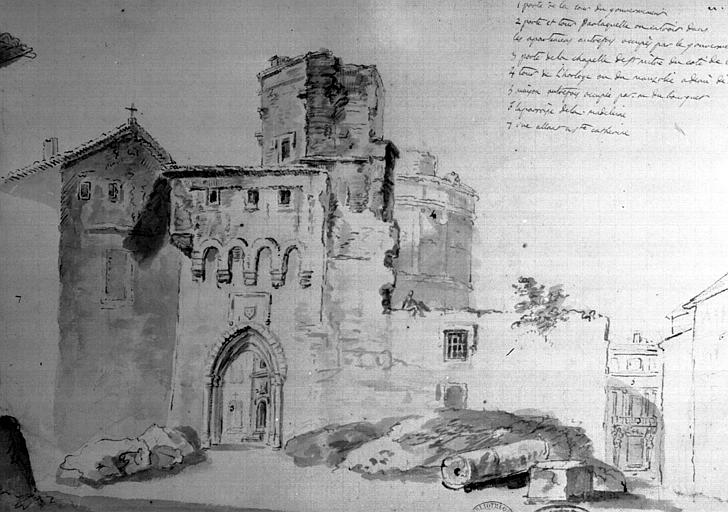
Palais Comtal d'Aix, siège des pouvoirs exécutif et législatif

Les actes, chroniques, annales et délibérations jusqu'à la Renaissance sont généralement en Provençal ou retranscrits en langage « vulgaire » provençal par la suite. 

Au milieu du XIXe siècle, Octave Teissier classifia les archives de Toulon. Cela lui permit de computer un énorme patrimoine en occitan. De ce fonds patrimonial surgissent les Cridas et Preconizations annualas de la Villa e Cioutat de Thollon de Anno 1394, verse de latine in nostrum vulgare per D. Balthazarem Rodelhatum v. fur. docto. et accessorem dicte civitatis Tholoni in anno 1557 qui ont été réédités en 1863 et qui constituent un corpus législatif toulonnais ; on peut y relever en exemple : 

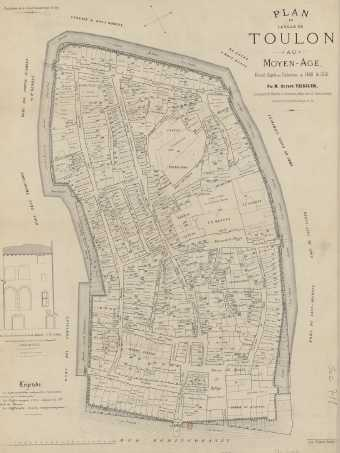
Plan Teissier en occitan « classique » de la ville de Toulon au début de la Renaissance

Item que alcuna personna lougada per exerci alcunas obras mecanicas apres que aura fach pacti et convention embe qualcung de li adiudar a sas obras, quel non aia a si loguar ni travailhar ni rompre sas premieras promessas et aultras conmencar sus pena de cinq solts.

Ce texte de 1557 semble coller à un occitan classique et central, bien que l'armure se fende et qu'un provençal moderne surgisse ici où là par manque de vigilance du scribe (une contraction de « de + lo » donnant parfois « dal » au lieu de « del » par exemple. Dans le même registre, Blanchet cite des demandes adressées par le Seigneur de Solliès aux habitants montrant un passage plus évident dans la forme d'une koinè occitane vers un provençal plus moderne.

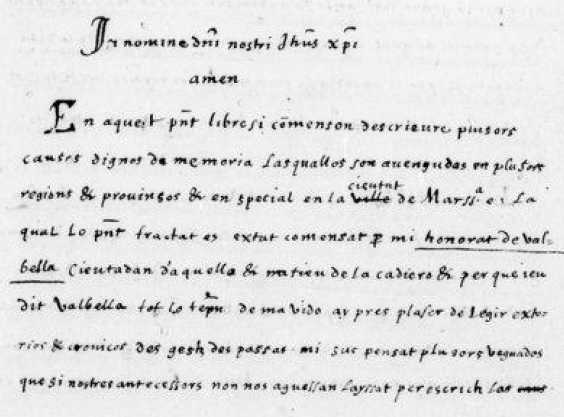
Histoire journalière, Honorat de Valbella : « En aquest present libre si comenson d'escrieure plusors causos dignos de memoria... »

Le corpus législatif et journalier toulonnais est tellement ample, que Tessier relève qu'un « faux » (une chronique) a été réalisée :
« Las causas antiquas de l'antiqua cieutat de Tollon, qu'un ancien Consul prétendit avoir découvert en 1625, et auquel il attribuait trois cents ans d'existence. Ce manuscrit me paraît avoir été composé par le susdit consul, nommé [Honoré] Aycard. Il est dit que [...] Toulon fut fondée 1 800 ans avant l'ère chrétienne, les autres sujets y sont traités avec la même générosité; Toulon fut détruite et repeuplée vingt fois [...] »
Ces documents sont tellement abondants que c'est en occitan que Teissier pu reconstituer très précisément le plan urbain médiéval (noms des maisons, ensembles, îlots, rues, portes, locaux professionnels et religieux, titres et noms des propriétaires et habitants, bourgs).
Dans ce genre de la chronique Honorat de Valbella (c'est ainsi qu'il signe en occitan) nous a également laissé son Histoire Journalière, commencée, selon lui, en 1503.

## Le comté de Provence associé au royaume de France

### Le premier livre imprimé en langue d'oc
Lo Compendion de l'Abaco est le premier livre imprimé en occitan (1492) ; il est écrit en provençal niçois et a été imprimé à Turin. Il s'agit d'un traité de mathématiques appliquées à destination prioritairement des commerçants. Sa graphie est largement classique et son auteur, Francés Pellos revendique son appartenance à la Terra Nova de Provença (Nice, séparée du comté) à la suite de la dédition de Nice à la Savoie, conséquence de l'accès de Louis XI au titre de comte de Provence.
Cet ouvrage inspirera un autre équivalent et également niçois : la Cisterna Fulconicra de Joan Francés Fulcònis (né en 1520).

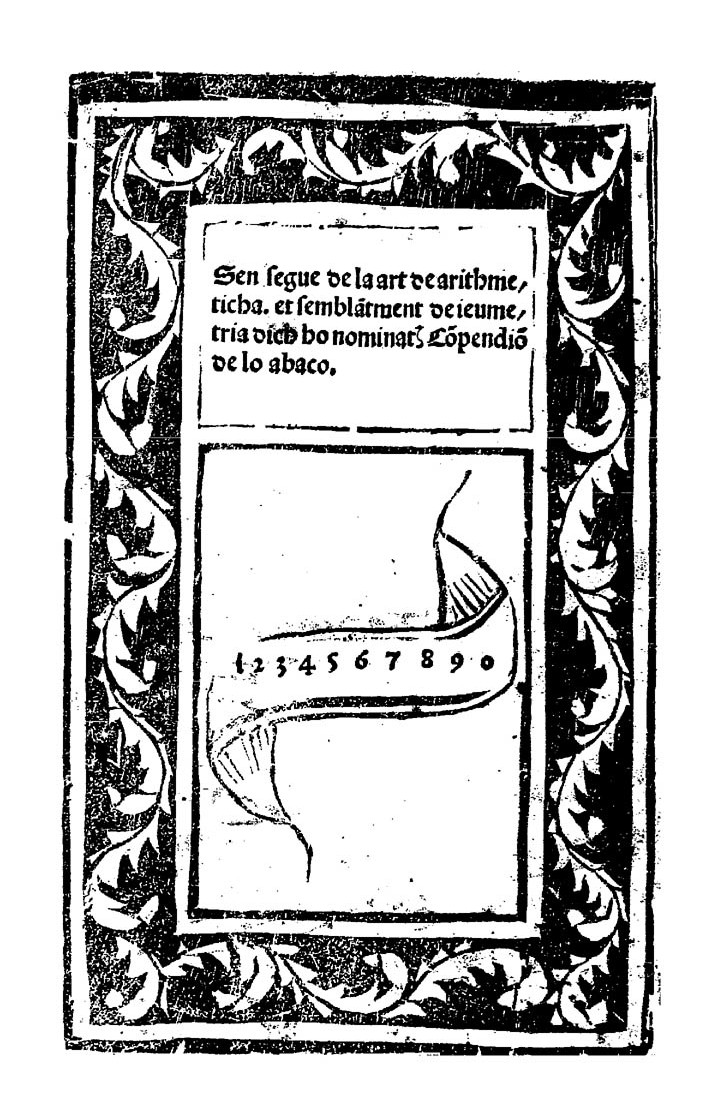
Compendion de l'Abaco
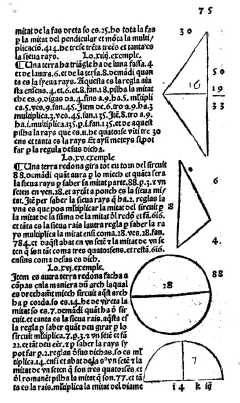
Compendion de l'Abaco
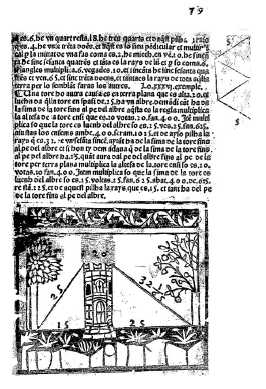
Compendion de l'Abaco
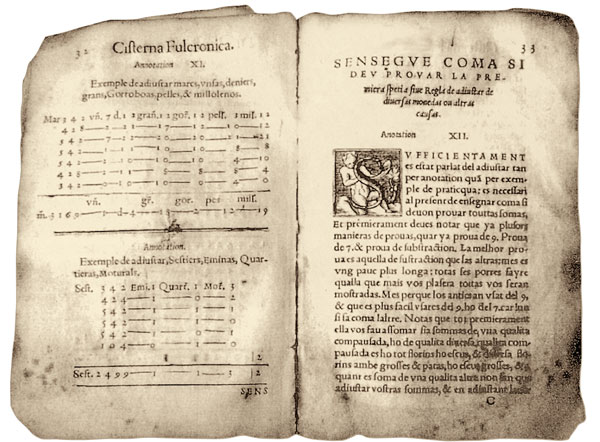
Cisterna Fulconicra

### Louis Bellaud de la Bellaudière et la renaissance du provençal

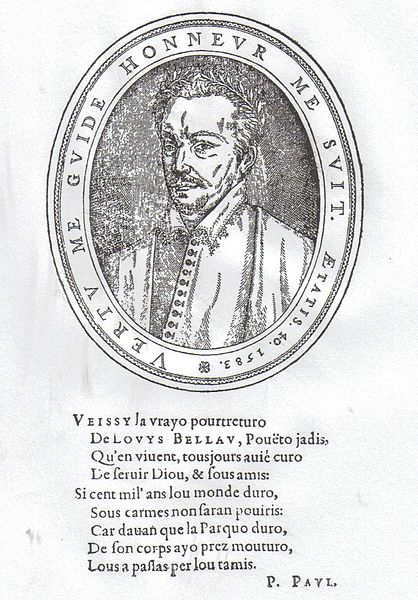
Louis Bellaud

Louis Bellaud de la Bellaudière (1543 - 1588), considéré comme le « père de la littérature provençale » ouvre la « renaissance » de la littérature en langue d'oc en Provence.

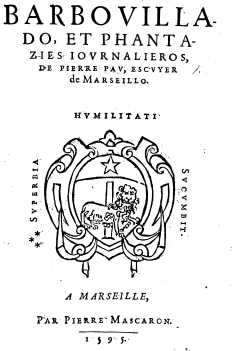
Barbouillado de Pierre Paul

Il est né à Grasse et a fait ses études à Aix. Après avoir fait campagne dans l'armée royaliste il va se retrouver incarcéré en 1572, durant dix mois, à Moulins sur le chemin du retour est aurait composé durant sa détention ses Obros et Rimos. Il est également auteur du Don Don infernau qui fait sinistrement référence au bruit de la cloche qu'il entendait depuis sa cellule lors d'un autre séjour en détention. Il semble qu'il faisait partie d'un groupe de jeunes gens de haute extraction et de mœurs agitées connus comme les Arquins. À Aix il aura été au service d'Henri d'Angoulême, situation qu'il perdit à la mort de ce dernier. Au cours de sa vie sociale il s'était lié d'amitié avec le, jeune alors, François de Malherbe.
Après sa mort, son oncle par alliance et lui-même écrivain provençal, Pierre Paul (ca.1554 - 1615 ; proche du gascon Charles de Casaulx qui gouverna l’éphémère, rebelle et ligueuse « république de Marseille ») se chargea de la publication de son œuvre (la première imprimée à Marseille).
La langue de Bellaud est un provençal maritime (celui de la capitale Aix qui s'impose alors) abouti avec ses principaux traits morphologiques modernes (féminins en « o », articles pluriels lei, dei, ai, vocalisation des « l » finaux : oustau, graphème « ou »).
À la même époque appartiennent Robert Ruffi (1542 - 1634), le chantre nationaliste du même Marseille de Charles de Casaulx et Michel Tronc (auteur de Las Humours à la Lourgino), dont il semble que la Manada, son groupe, ait été rival des Arquins de Bellaud.

### Théâtre et poésie baroques

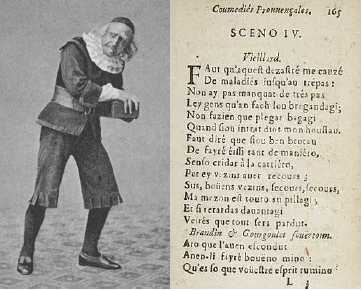
Avant celui de Molière, le Viellard de Zerbin crie pour son coffre : Faut qu' aquest dezastré me cauzé...

Dans le sillage de la « renaissance » bellaudienne surgissent les œuvres de Claude Brueys (ca. 1570), Gaspard Zerbin (1590 - 1650). Poèmes, sonnets, et comédies baroques en vers. 
Dans sa Coumedié prouvençalo à cinq persounagis, Zerbin s'inspire de La Marmite de Plaute, reprend le thème de l'avare et propose sa version scène du coffre enterré, que Molière met en scène plus tard avec L'Avare et la scène de la cassette (rappelons que Molière a joué dans des régions occitanes où le public populaire ne saisissait quasiment pas un mot de langue française et, à l'inverse, étonne le locuteur occitan par la correction syntaxique des tirades en languedocien - certes familier - de Monsieur de Pourceaugnac).
Palamède Tronc de Codolet (1666 - 1722) nous a laissé le manuscrit de Lei Fourbaries dau siecle, ou lou troumpo qu poout (soit « Les fourberies du siècle ou le trompe qui peut ») à la manière des Fourberies de Scapin.
La Valette-du-Var est à cette époque la patrie du poète Pierre Chabert (ca. 1610).
Jean de Cabanes (1654 - 1717) nous offre une œuvre variée élégante et riche en humour, ironie voire cynisme. Cultivé et éduqué, il explique lui-même qu'il a été cadet et pour cette raison a dû faire carrière jusqu'à la mort de son frère dont la fortune lui permît de profiter de la vie et de se consacrer à l'écriture provençale Ay de ben, siou content dau miou / Em'aquo me douni carriero / D'escrioüre tout ce que voudray . 
Ses contes en vers dans le style de l'Heptaméron nous présentent une série d'arroseurs arrosés ; ses Enigmo, sont de courts poèmes qui semblent définir des objets obscènes mais qui en fait jouent sur le double sens des métaphores et images et renvoient le lecteur à son esprit mal tourné. Cabanes est également auteur de comédies et chroniqueur dans un style littéraire en provençal dans L'Historien Sincere.

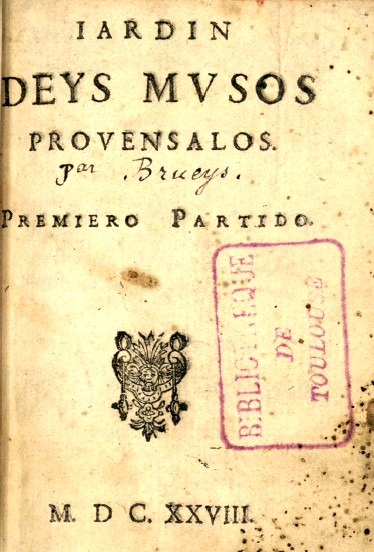
Jardin dei Musos Prouvençalos, Brueys
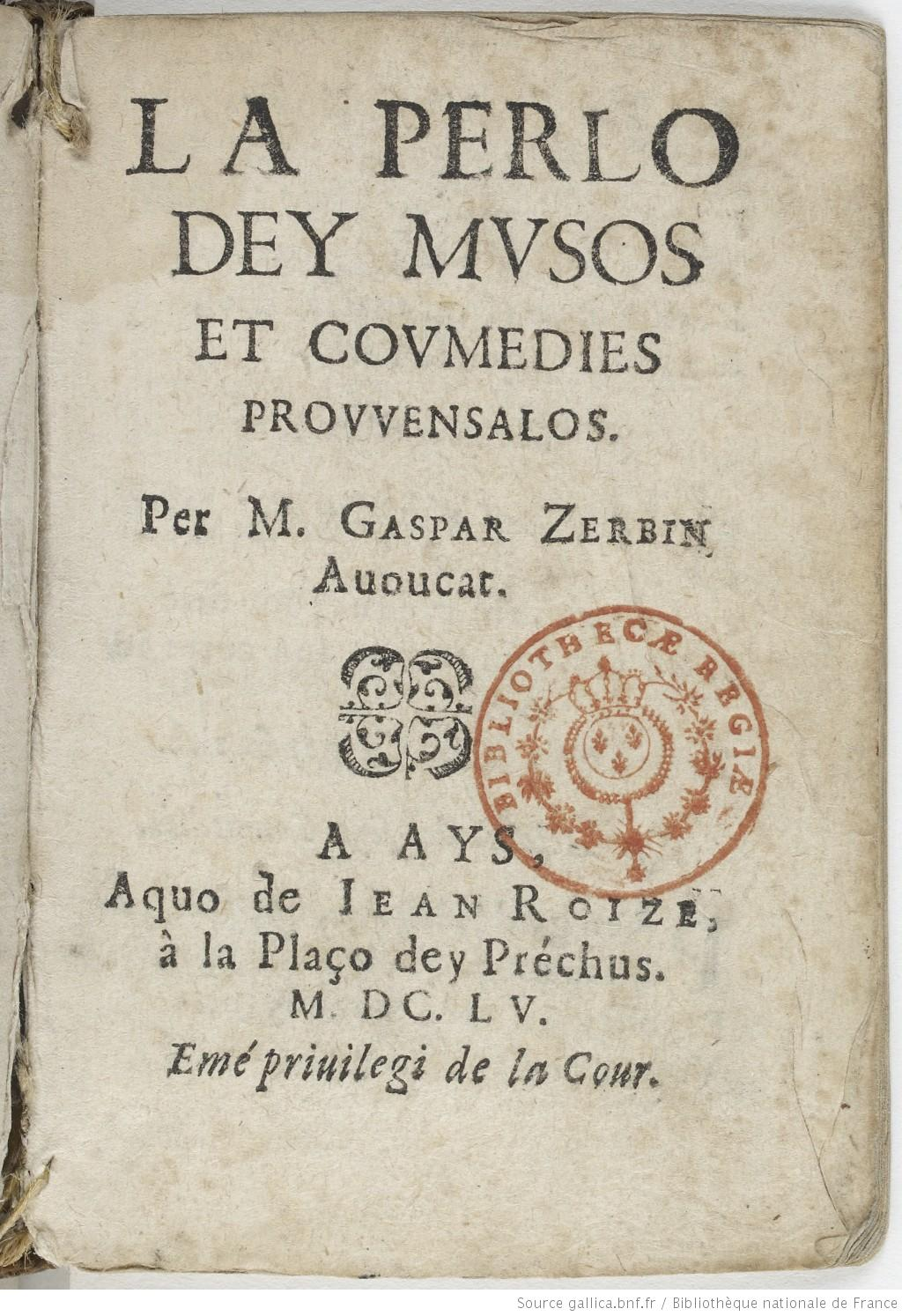
La Perlo dei Musos et Coumedies Prouvençalos, Zerbin
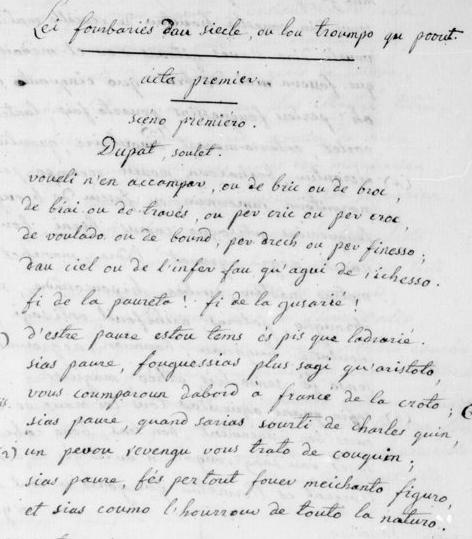
Manuscrit du Troumpo qu poout, Tronc de Coudoulet
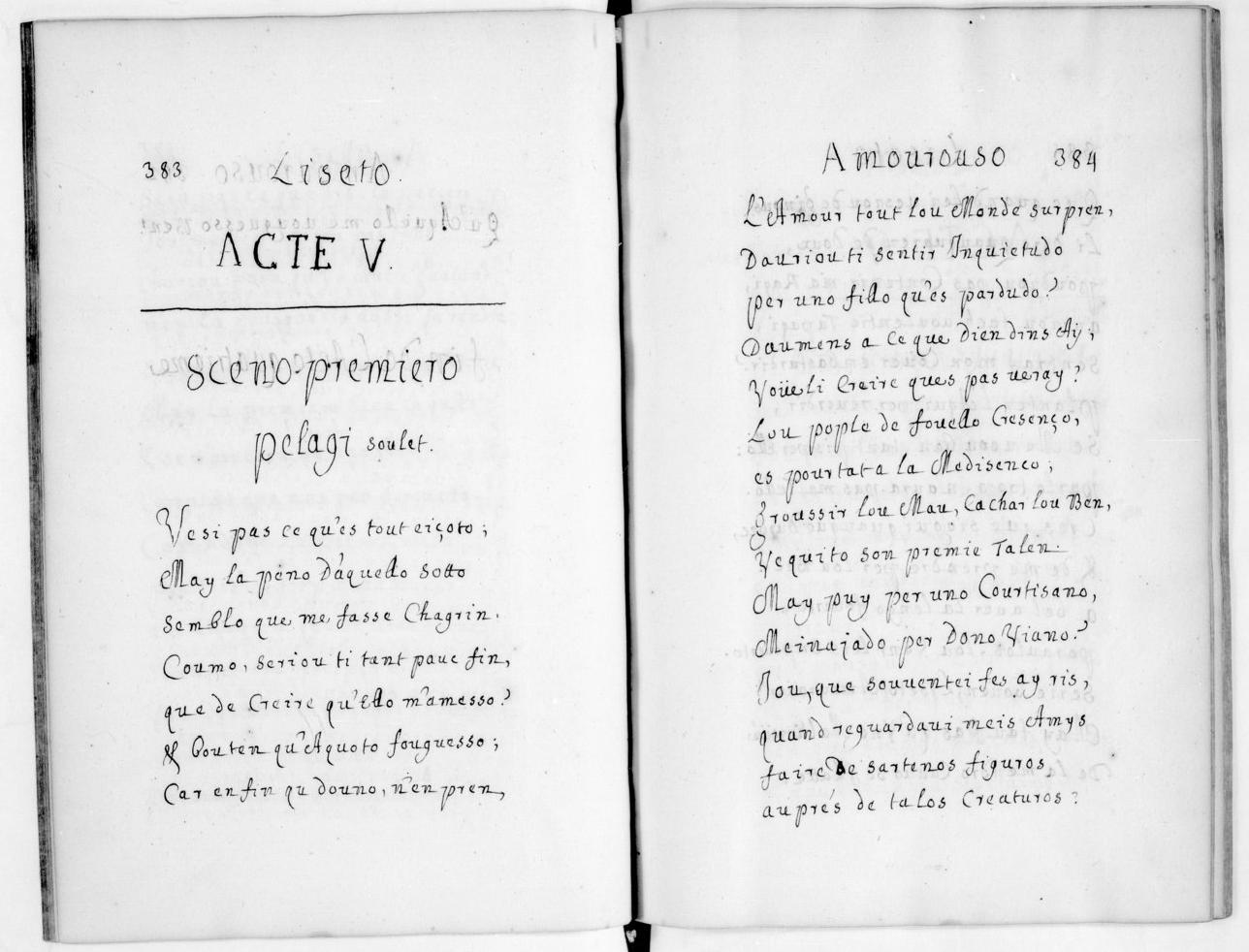
Manuscrit de Cabanes

### Musique provençale à l'époque baroque

#### Scène et musique académique

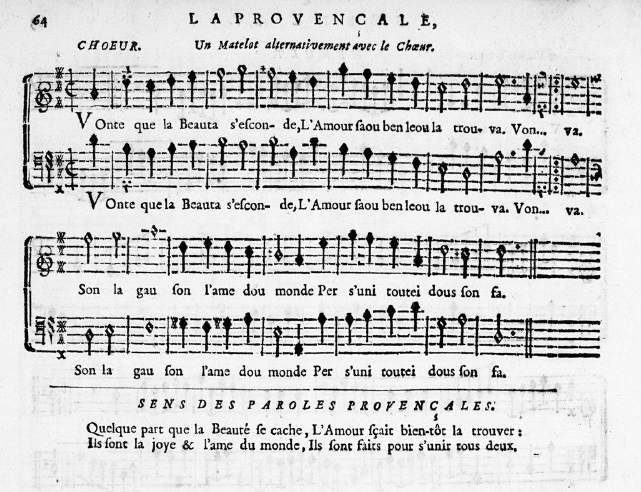
Aria tirée des Festes de Thalie

De la présence de la langue d'oc à l'opéra, ce sont les œuvres présentées à la Cour qui nous sont parvenues : Daphnis et Alcimadure de Jean-Joseph Cassanea de Mondonville doit être mentionné de par son importante répercussion et du fait que, même s'il s'agit d'un livret en languedocien et non pas en provençal, il fit intervenir des artistes provençalophones tels qu'Antoine Trial.
Le compositeur provençal Jean-Joseph Mouret inclut dans son opéra ballet Les Festes de Thalie des arias en provençal sur un livret de Joseph de La Font.
Au théâtre, Étienne Pélabon dans Maniclo inclura des parties chantées en notant leurs airs.
Le destin de la Provence en musique s'écrira par la suite le plus souvent dans d'autres langues : on peut citer Iolanta de Piotr Ilitch Tchaïkovski et l'adaptation de Mireio de Frédéric Mistral en Mireille par Charles Gounod. 
Sans parole, L'Arlésienne, de Georges Bizet, à côté de la farandole, évoque la Marcha dei Reis.

#### Nicolas Saboly et lesNoëls

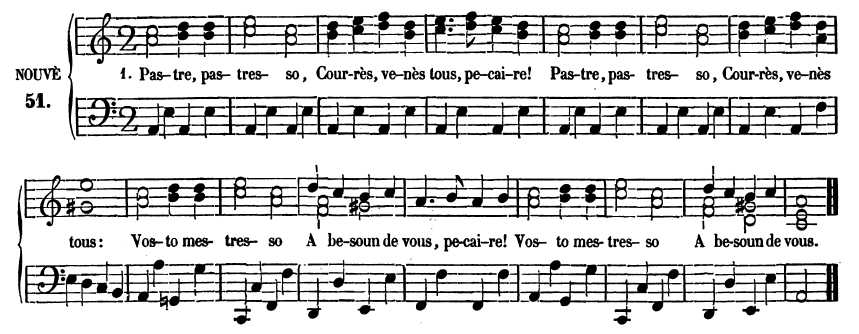
Pastre, pastresso

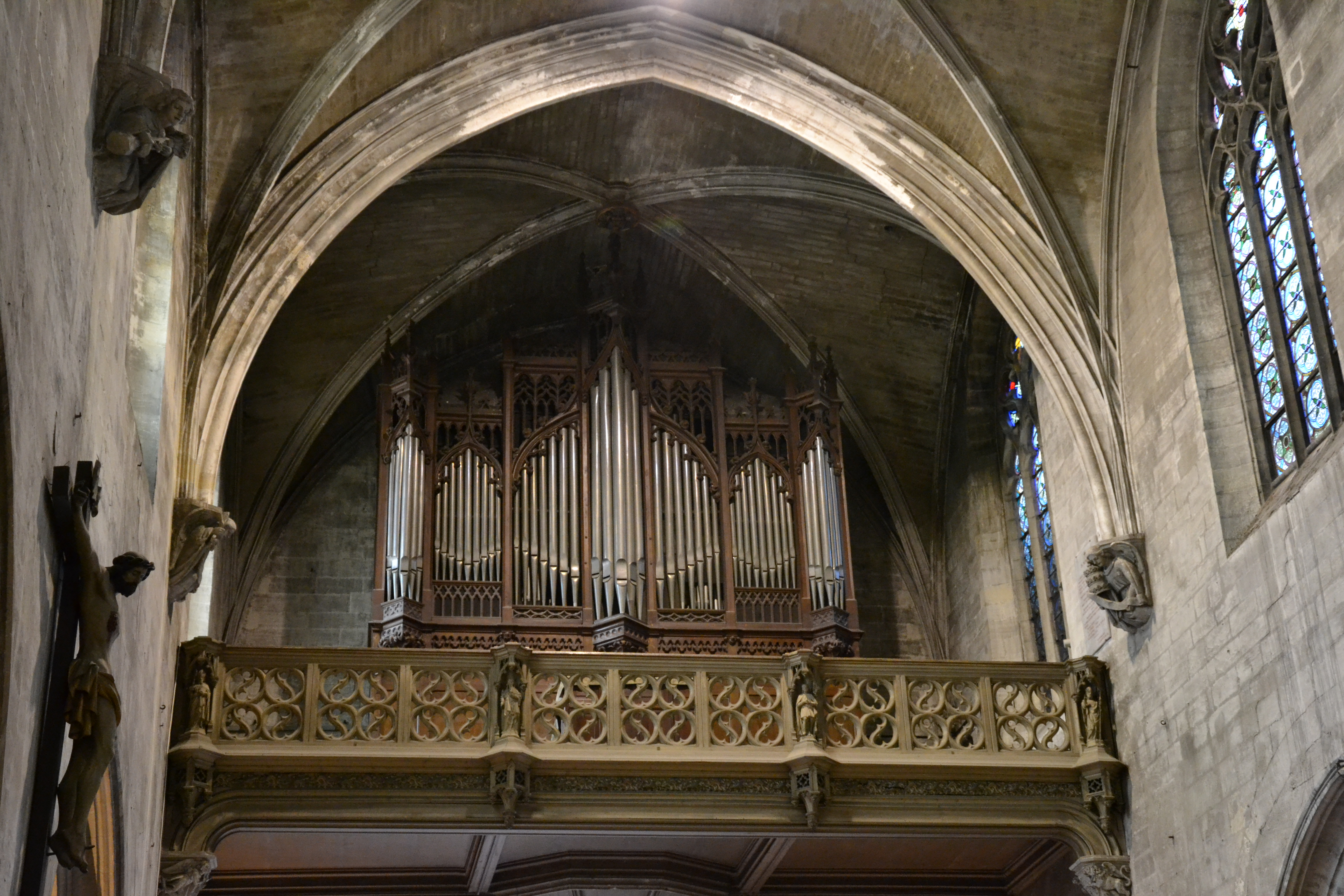
Orgues de la basilique Saint-Pierre d'Avignon, où Saboly fut maître de chapelle.

Les chansons de Noël constituent un genre à part entière qu'un certain nombre de poètes occitans en général et provençaux en particulier ont exploité. 
Nicolas Saboly (1614-1675), compositeur et maître de chapelle dans plusieurs villes avant de l'être à Avignon (alors Comtat Venaissin) est le plus célèbre en provençal ; La Cambo me fai mau, Pastre et Patresso) sont parmi les plus connus. Sa renommée ancienne est telle que Guillaume, Toni, Pèire (dont la musique fut empruntée par Frédéric Mistral pour créer la Coupo Santo) lui a été attribuée à tort au gré des anthologies. De plus, son 'Touro louro louro, adapté en anglais, est un « christmas carol » commun dans le monde anglo-saxon.

### La littérature en judéo-provençal

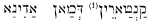
Extrait d'un piyyut : « Kantarèn deman adina » (cantarèm deman a disnar / catarèn deman à dina)

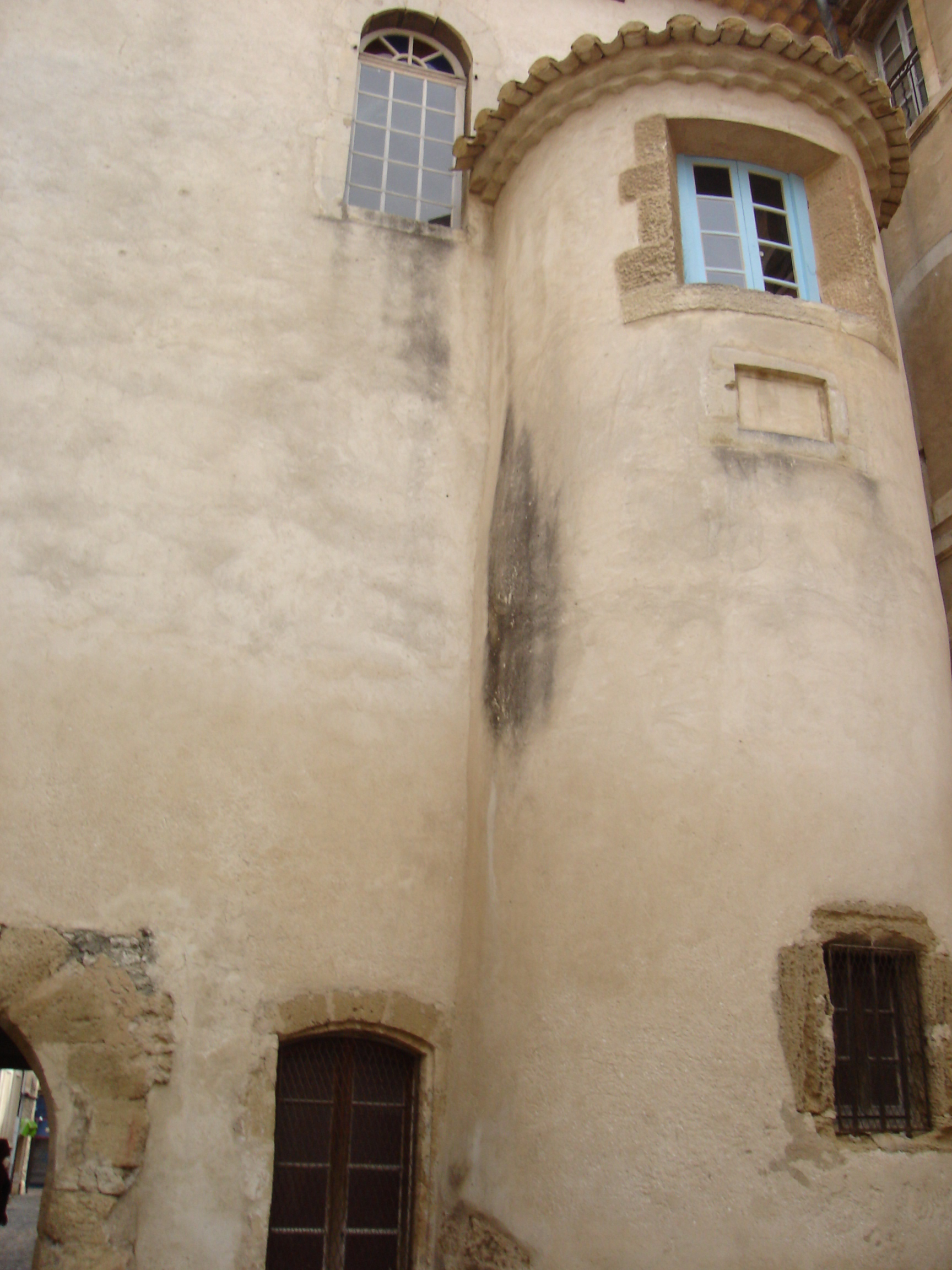
Synagogue de Cavaillon

La communauté hébraïque provençale, originaire du comté, parlait une forme de provençal légèrement spécifique appelée shuadit.
Cette langue est considérée comme éteinte depuis la mort d'Armand Lunel en 1977. 
Elle a laissé dans l'histoire littéraire provençale des poèmes rituels (des piyyutim ; le provençal y est écrit en alphabet hébraïque et se lit bien sûr de droite à gauche) ainsi que des œuvres dramatiques telles que La Reine Esther du rabbin Mardochée Astruc (du XVIIe que Jacob de Lunel adapta et découpa en 5 actes, et fut publiée en 1774).
Bien que Louis XI, héritier du comté, ne se montra pas hostile à la permanence des Juifs en Provence, l'association, sous son règne, du comté et du royaume de France (d'où les Juifs avaient été expulsés) entraina leur départ ou leur conversion. La communauté hébraïque se maintint néanmoins opprimée durement et refermée sur elle-même dans le Comtat Venaissin (la Provence du pape).

## Le provençal et lesLumières

### Les premières génération duBouquet prouvençaou

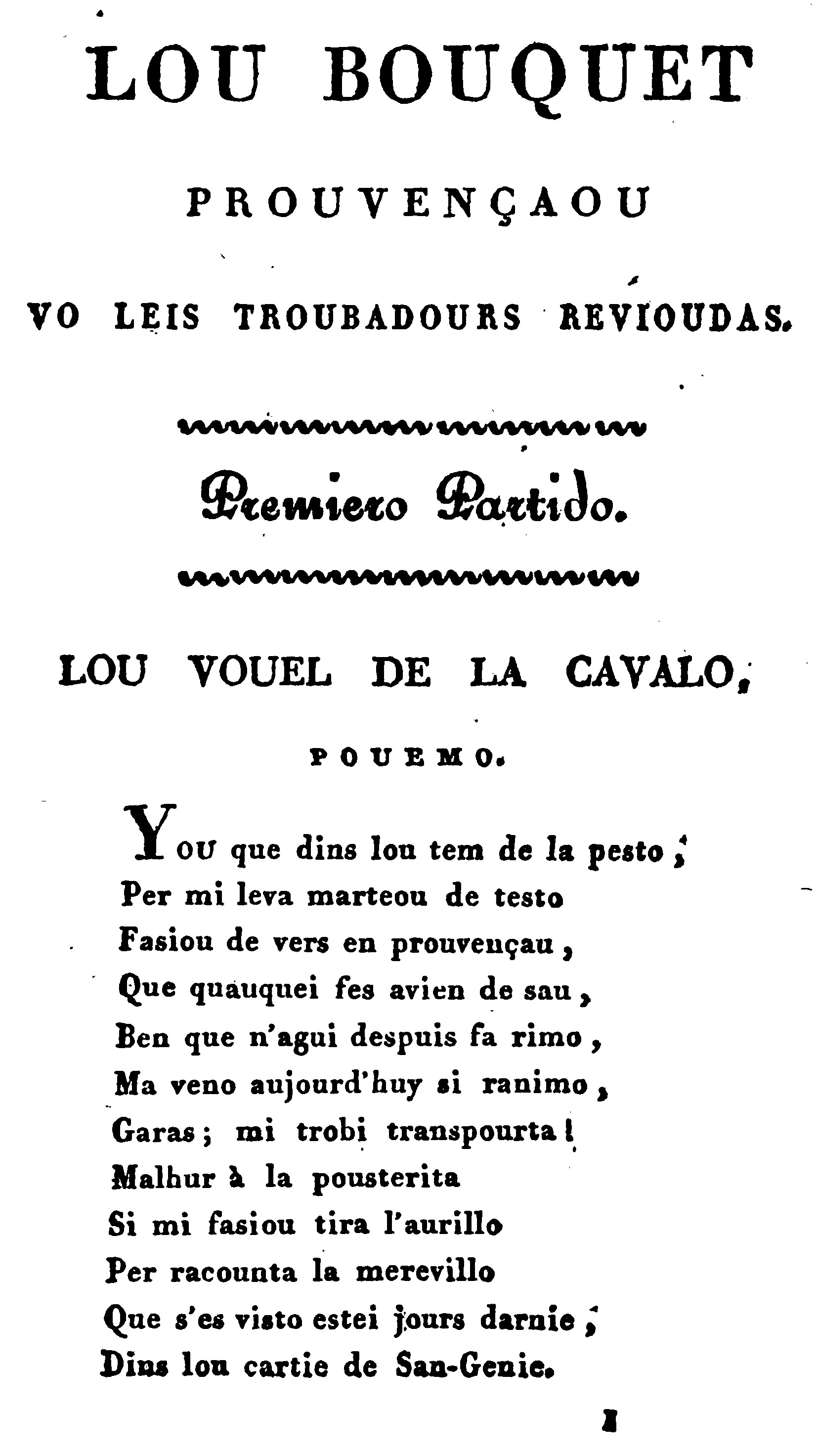
Lou Bouquet prouvençaou

Le provençal et omniprésent, jusque dans les hautes sphères sociales à la fin du XVIIe siècle ; on a du théâtre avec Jean-Baptiste Coye et Étienne Pélabon, de la poésie de salons avec François Toussaint Gros et Jean-Baptiste Germain, diplomate en fonction en Algérie.
La langue provençal est quasiment exclue à cette époque du débat scientifique, philosophique (le conte philosophique Istòria de Joan-l’an-pres de Jean-Baptiste Fabre, collé au flanc occidental immédiat du domaine provençal, constitue une notable exception) et épistémologique des Lumières qui à partir du deuxième tiers du XVIIIe siècle va s’intéresser à lui avec respect scientifique (héritier, d'après Anatole et Lafont, de Jean de Nostredame - le frère de Nostradamus et précurseur de l'« occitanisme » d'Antoine Fabre d'Olivet et de Joseph-Rosalinde Rancher) mais comme objet d'étude, pas comme moyen
Ces auteurs bénéficient d'une renommée collective et seront réunis au début du XIXe siècle dans Lou bouquet prouvençaou par Joseph François Achard (qui est lui-même auteur provençal et fils du grand lexicographe de la langue provençale : Claude-François Achard (1751-1809).

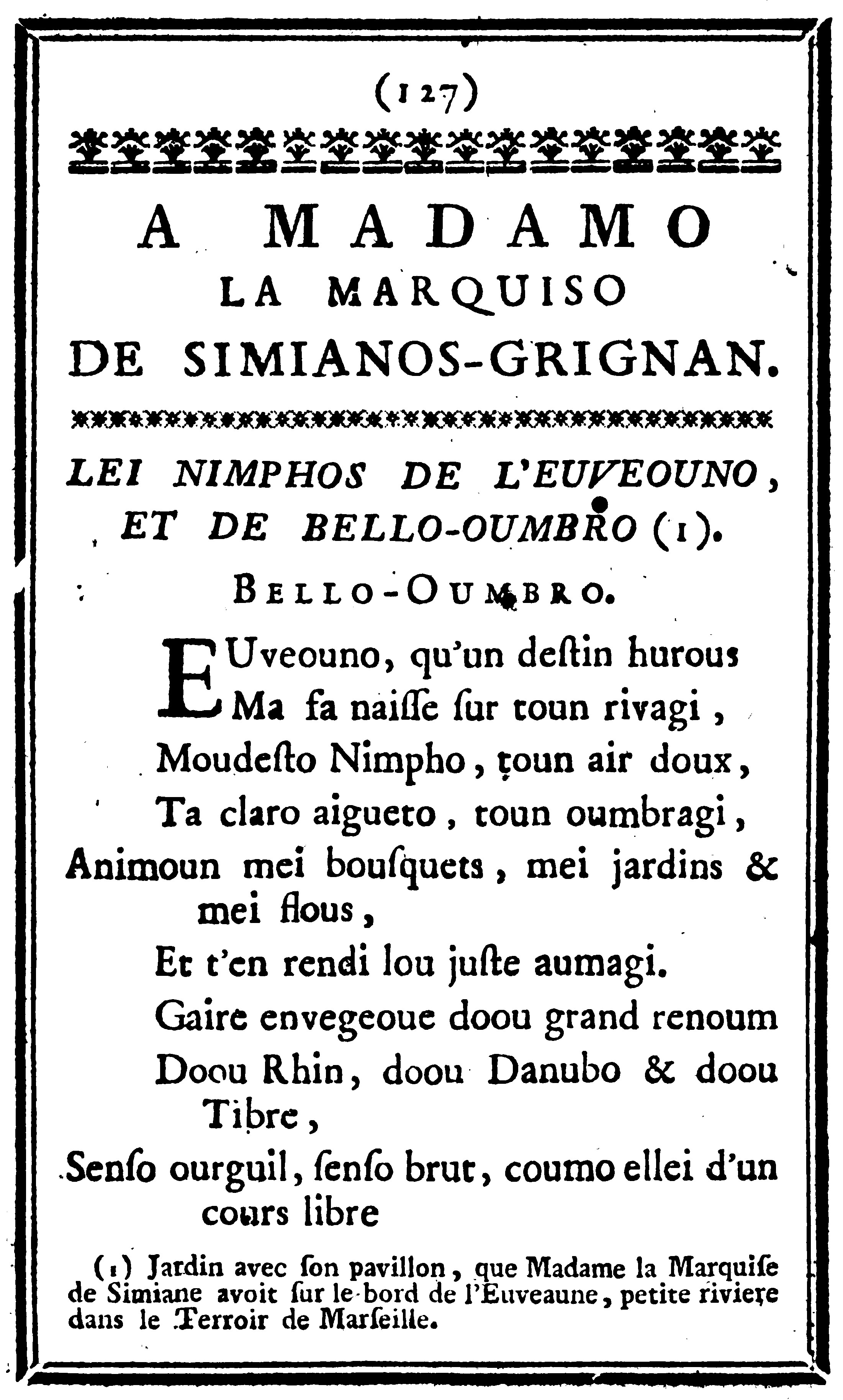
Poéme de Gros, dédié à son amie Pauline de Simiane
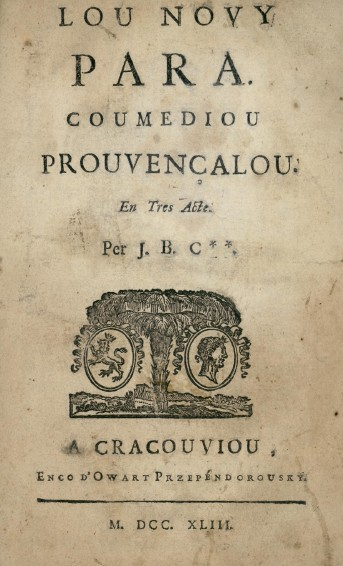
Lou Novy Para, Coye
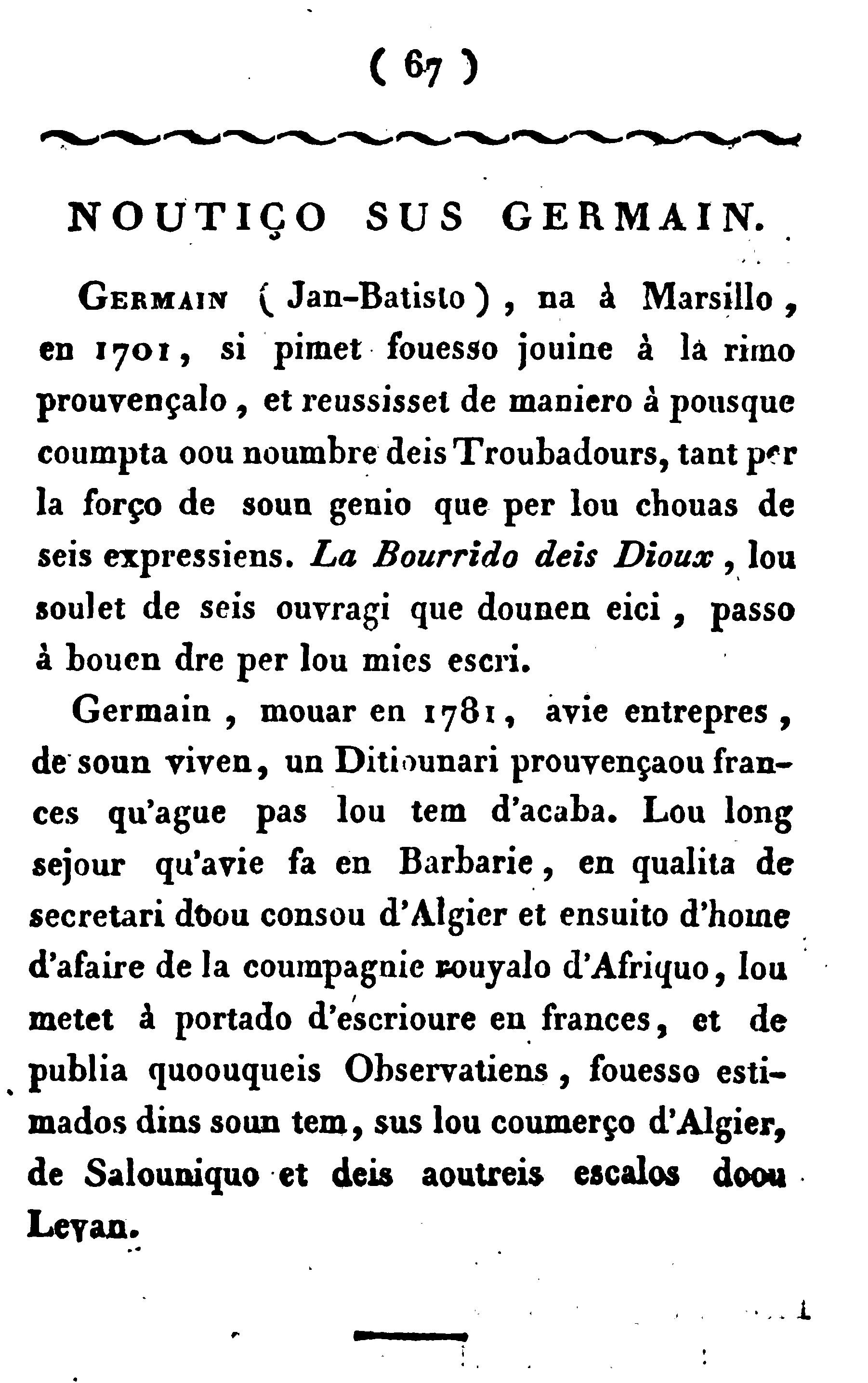
Biographie de Germain par Joseph François Achard
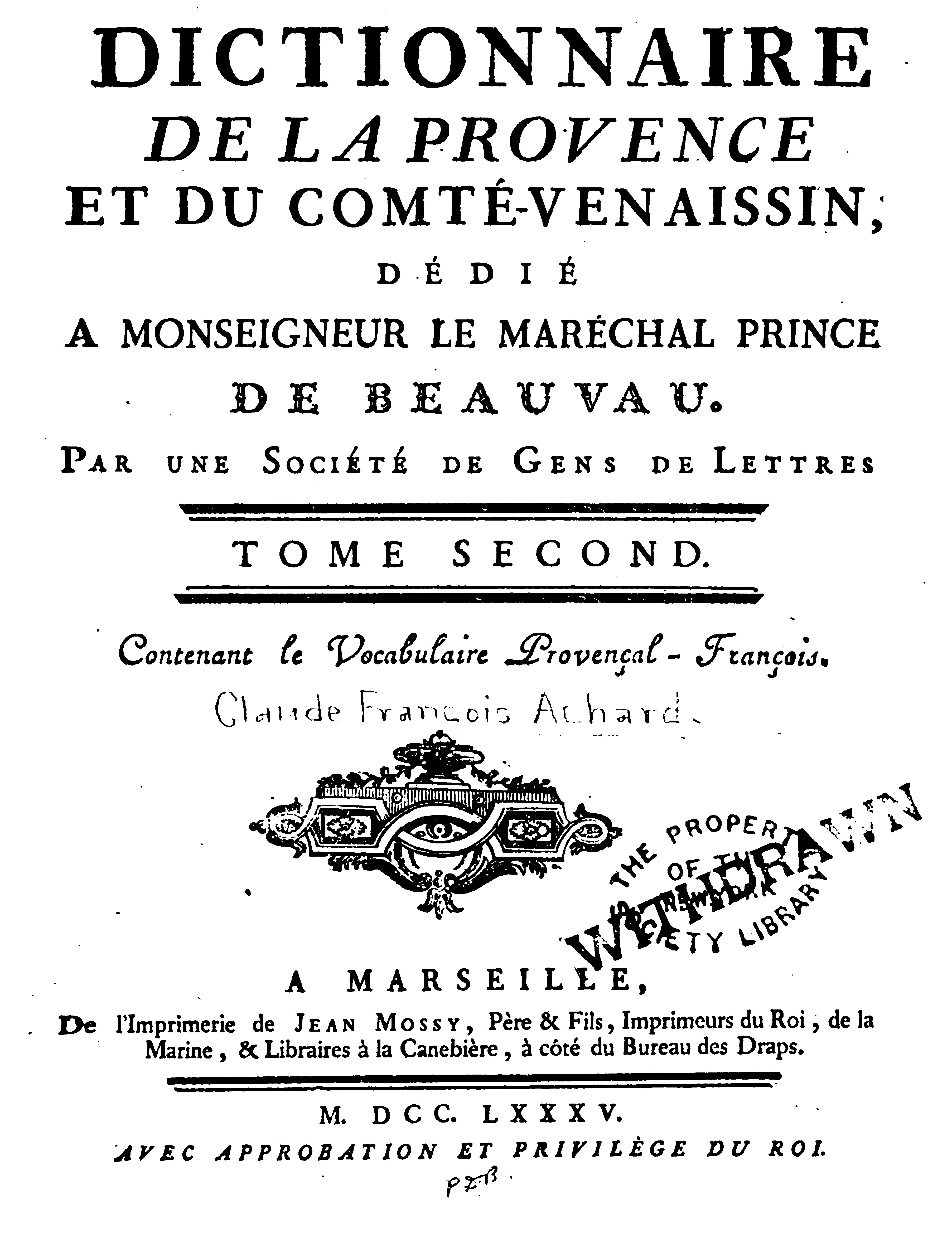
Dictionnaire provençal de Claude-François Achard

#### Lou Novy para
cette comédie est un grand succès d'édition. En provençal rhodanien, en trois acte, en vers et dans une métrique riche et exemplaire, (avec des considérations sérieuses et respectueuses de l'auteur en introduction sur la langue, son statut, sa variété et sa transcription). Jean-Baptiste Coye conte la mésaventure à Arles de Nouradou, une jeune fille de quinze ans sortie du couvent pour être mariée de force avec un prétendant âgé intéressé (Casteouroux) par la dot alors qu'elle tombe amoureuse de Tourvillou, jeune, bien né est d'un amour sincère. Les intrigues croisées des uns et des autres mèneront les amoureux à fuguer, à échapper à la mort après un naufrage sur le Rhône et à recevoir finalement la bénédiction du père après que Casteouroux eût montré sa basse et authentique nature.  
Au théâtre, à côté du Novy, l'un des principaux succès de ce siècle reste néanmoins la comédie Maniclo Pélabon.

#### Maniclo

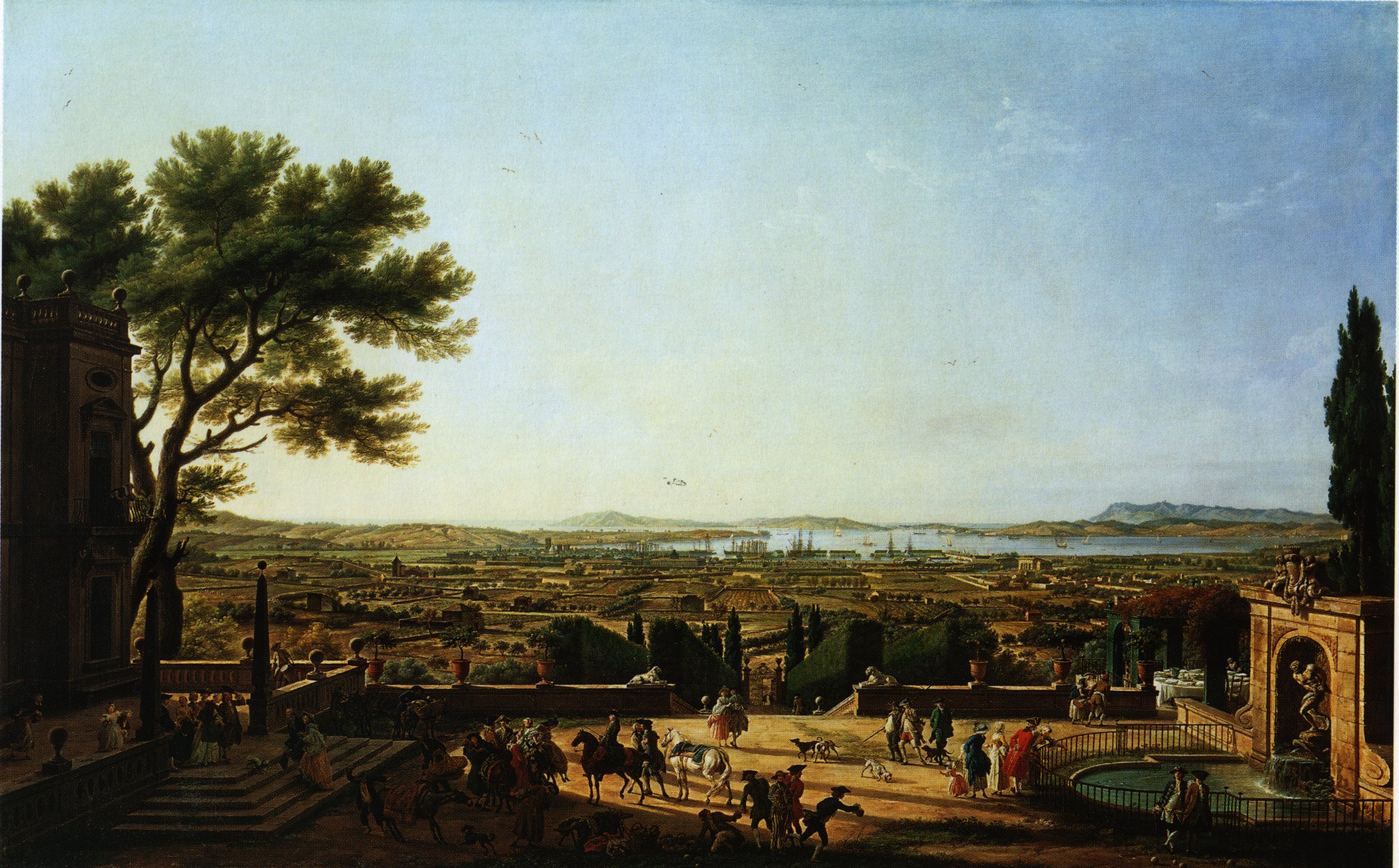
Vernet, Toulon au XVIIIe siècle

Lou groulié bèl-esprit vo Suzeto et Tribord (ou Maniclo - Lo grolier bèl-esprit vò Suseta e Tribòrd, Manicla, selon la norme classique) est une comédie écrite en provençal en 1789 par Étienne Pélabon (1745 - 1808) qui était machiniste de théâtre et poète. Selon Christian Anatole, Robert Lafont et René Merle, l'édition originale fut vendue à 12 000 exemplaires, chiffre considérable pour l'époque, pharaonique pour l'occitan. Et Frédéric Mistral précise qu'elle fut interprétée au Palais Royal au XIXe siècle.
Maniclo est un cordonnier (groulié / grolier en provençal mistralien et classique) qui se sent parvenu socialement du fait de son récent statut de Syndic du port. Il avait avec sa défunte femme adopté un garçon, Tribord, devenu marin à qui il avait promis sa fille qu'il aime et dont il est aimé. Désormais Maniclo préfère la marier à Trotouar, un marchand et compte profiter de l'absence de Tribord, parti en expédition, pour changer la donne. Heureusement ce dernier rentre à temps et Maniclo consent au mariage heureux.
Comme dans une comédie musicale certaines scènes sont ponctuées par des airs de musique entonnés par les protagonistes et soulignant leurs émotions.
Coïncidence ou illustration, Pélabon, ciblé La Terreur[Quoi ?] se sentira obligé de composer en français sur un registre patriotique et effectivement le siècle s'achève par la guerre que déclare la Révolution Française à la langue d'oc (majoritaire et omniprésente socialement mais maintenant victime de préjugés et considérée comme condamnée).

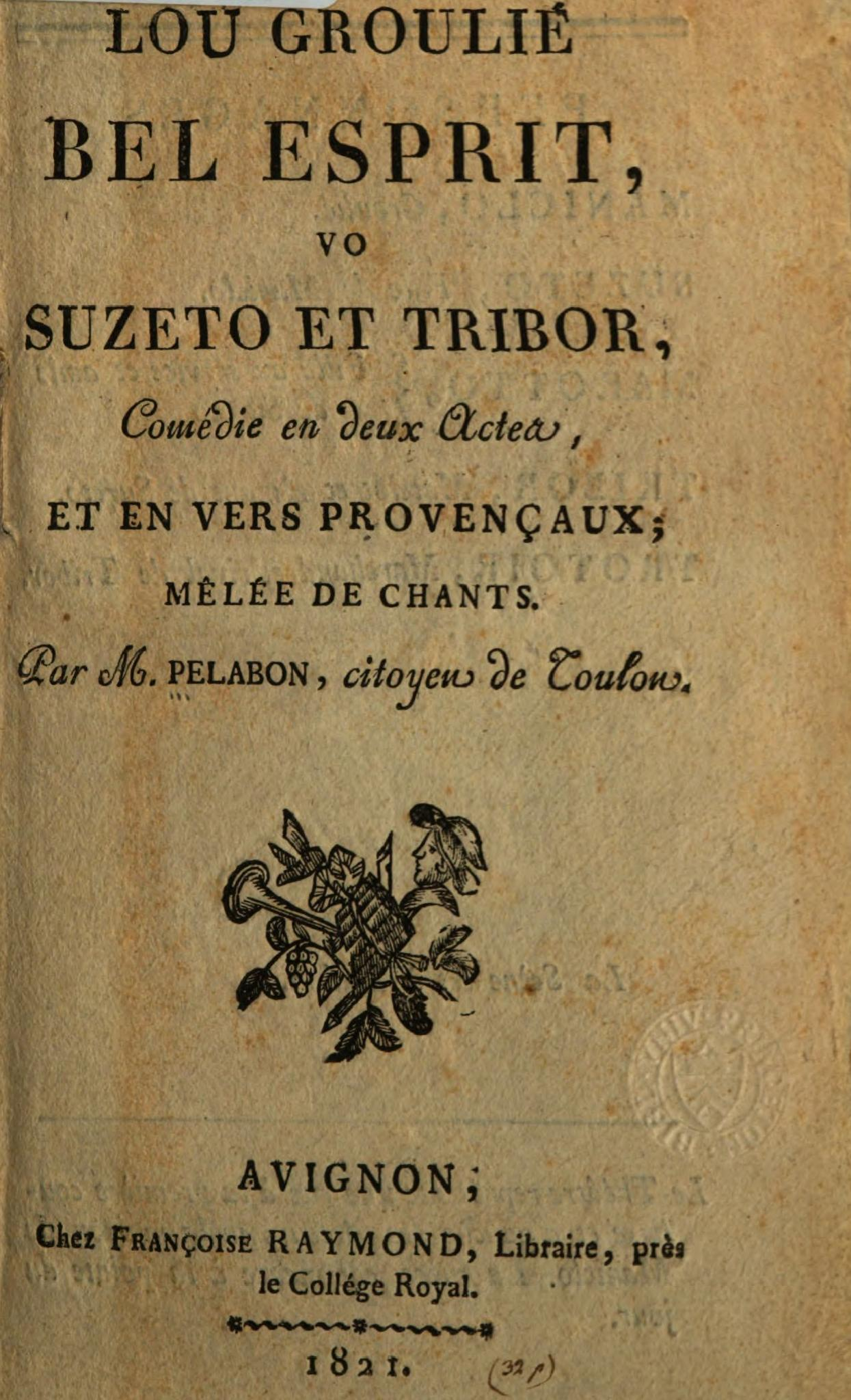
Maniclo, édition de 1821
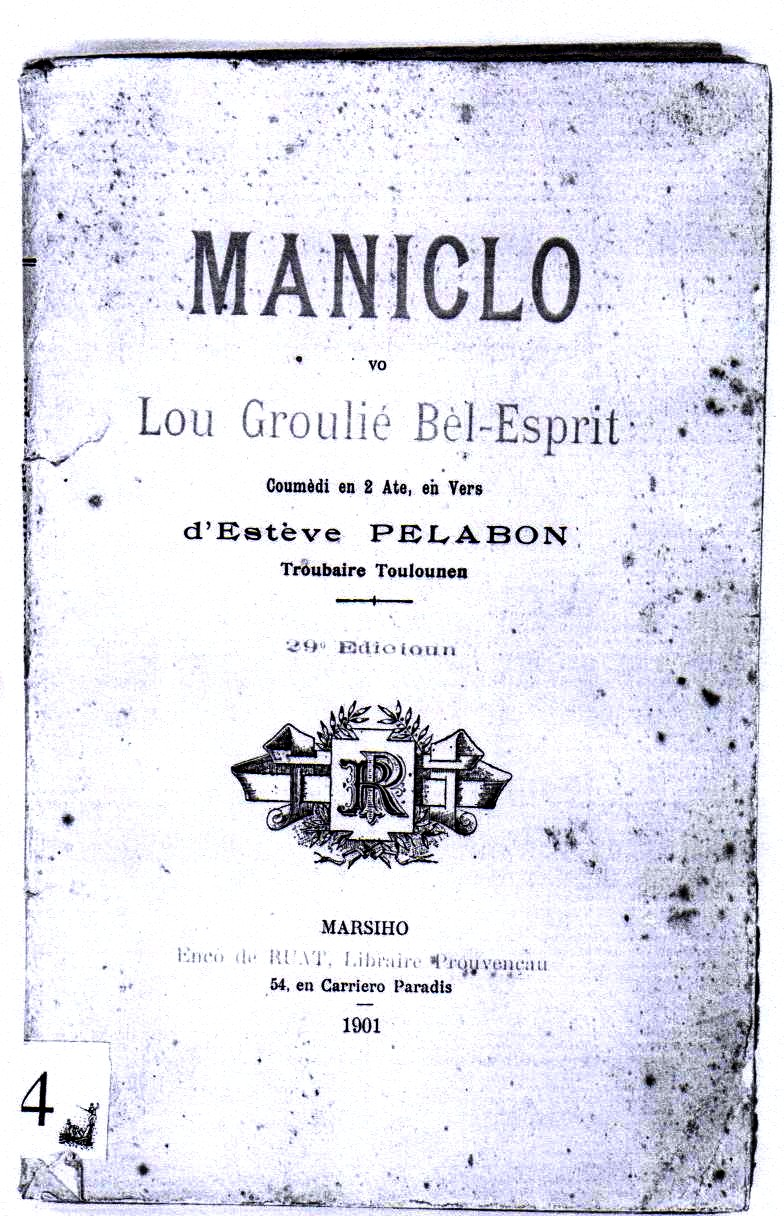
Maniclo, édition félibréenne de 1901
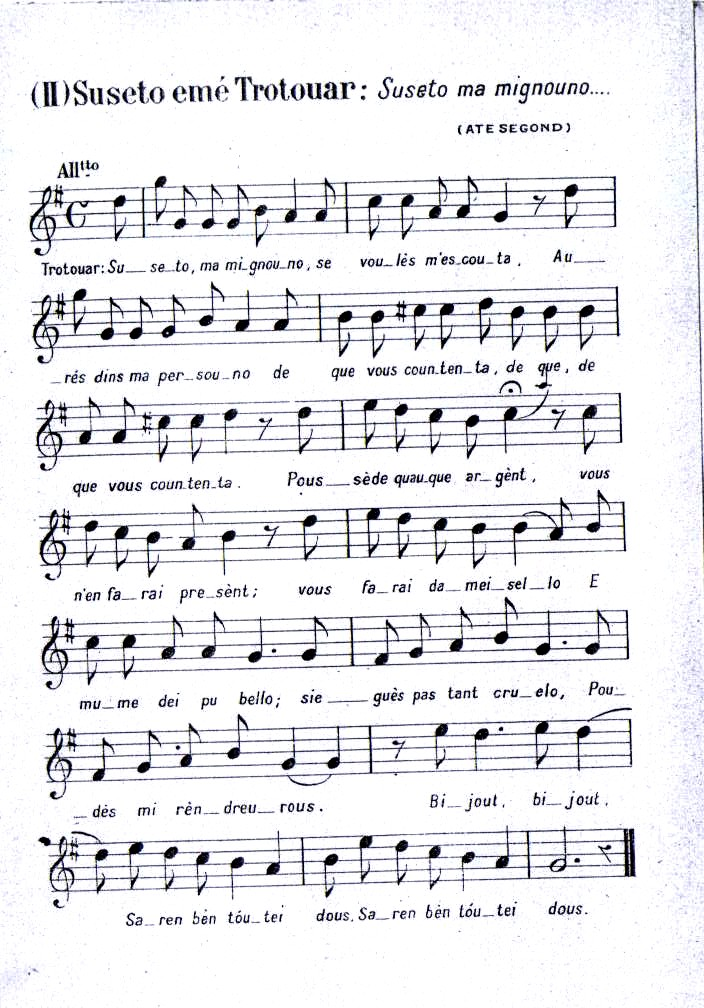
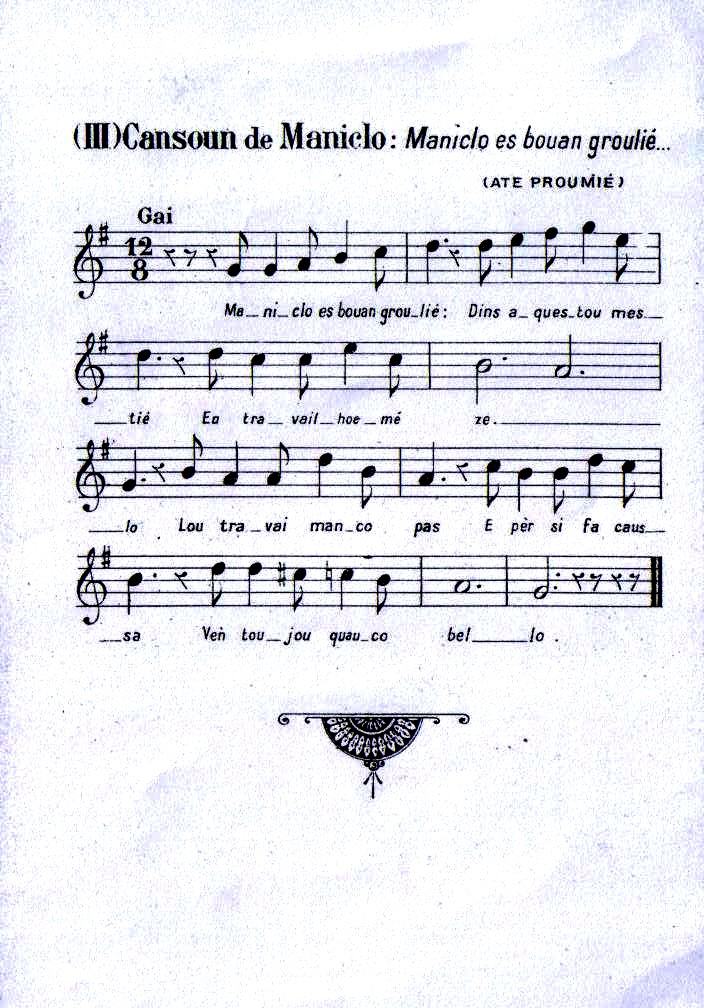

## Le provençal dans la vie religieuse et politique

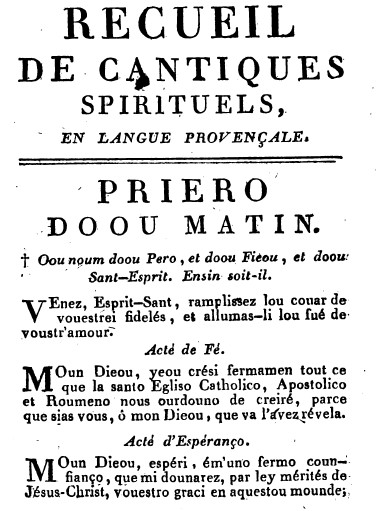
Cantiques Spirituels édités par Champion de Cicé

Le provençal est encore à la fin du XVIIIe siècle, la langue omniprésente, incontournable voire la seule que maîtrise la majeure partie de la population. la communication efficace passe donc par le provençal, ce qu'illustre l'affiche rédigée et placardée par Jean-Baptiste de Coincy (1709 - 1797), alors gouverneur de Toulon, pour exhorter la population à ne pas commettre d'excès mais dans le respect des instituons monarchiques de faire remonter les doléances.

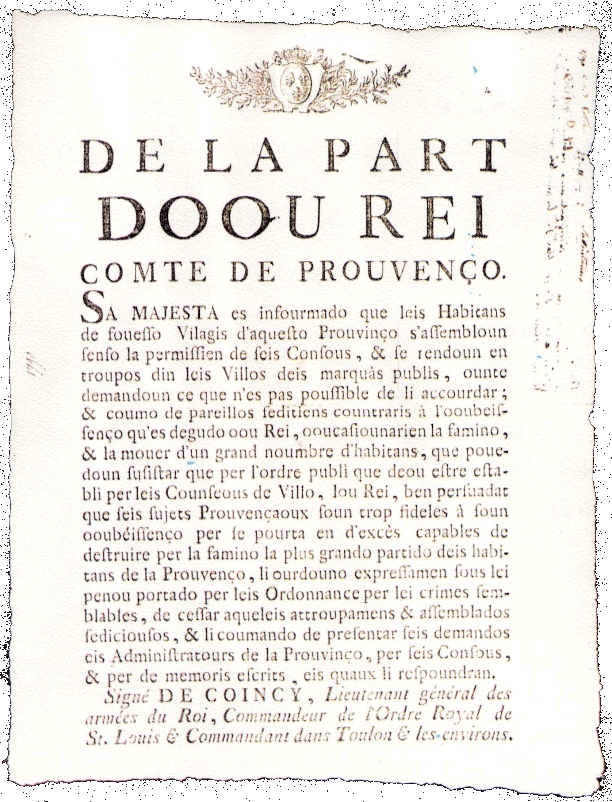
Affiche de Coincy

Jérôme Champion de Cicé (1735 - 1810), homme d'église d'origine bretonne qui finit sa carrière archevêque d'Aix-en-Provence, édita des cantiques en provençal.

## Les écrivains provençaux avant le Félibrige

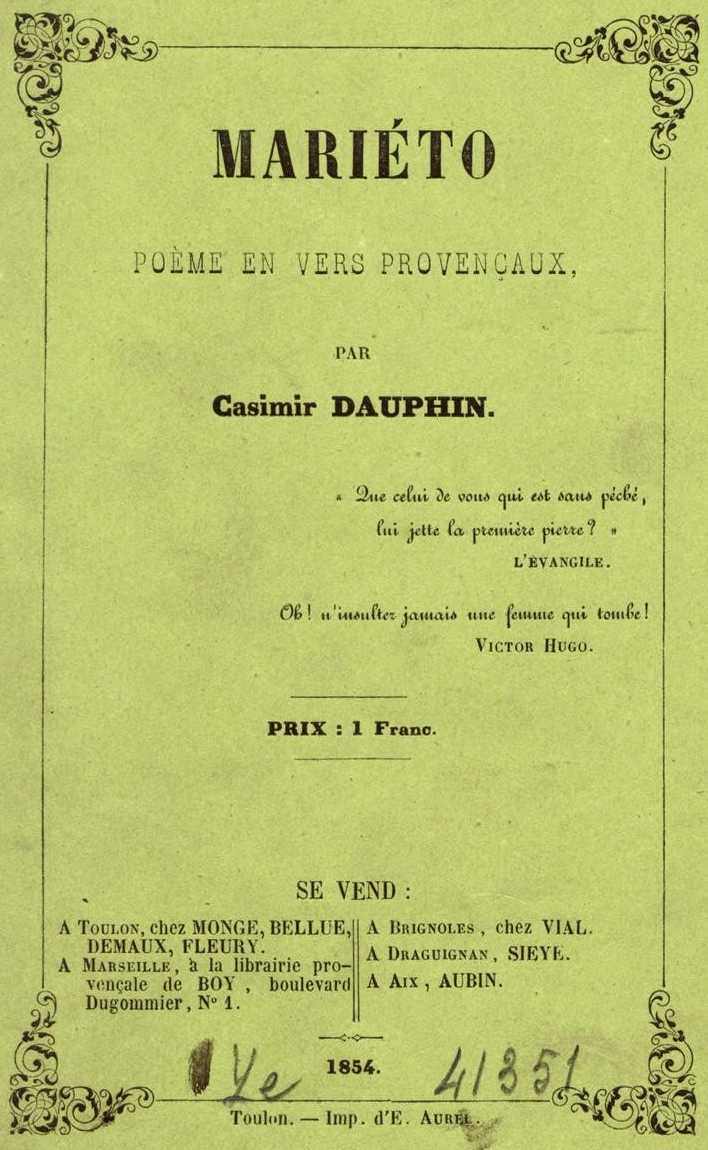
Marieto, Dauphin

Joseph François Achard, fils du lexicographe Claude-François Achard, est un éditeur de profession et un poète provençal. Il a collecté les écrits provençaux connu des générations antérieures et a ajouté des notices biographiques pour leurs auteurs ; dans la seconde partie de ce recueil il a édité des auteurs alors contemporains, dont lui-même et c'est ainsi qu'est née une anthologie capitale dans l'histoire de la littérature provençale : Lou bouquet prouvençaou. Cette démarche l'amène à se poser la question de la graphie et d'appeler, quelques décennies avant la fondation du Félibrige à la création d'une académie et d'une norme orthographique.
Casimir Dauphin (1820 - 1888) est un écrivain varois qui a commencé comme artisan cordonnier puis a créé sa propre boutique tout en évoluant dans un cercle d'amis artisans intellectuels. Il finit par émigrer en Égypte où il est instituteur puis inspecteur des écoles ; il y compose les Bastidianos, recueil dans lequel il évoque les abus de la conquête envers le peuple algérien (que l'on peut opposer au poème politique de glorifiant l'invasion franaise de l'Algérie de Joseph Desanat : Vengenço natiounalo, vo La destrutioun d'Abdel-Kader).

### Victor Gelu

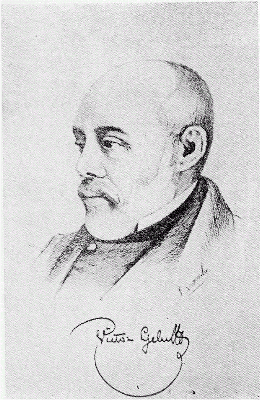
Victor Gelu

Victor Gelu est un chansonnier, un poète et l'auteur d'un roman : Nouvè Grané qui parle du voyage à Paris, lors de l'exposition, universelle de son protagoniste. Très engagée politiquement son œuvre comporte une grande dimension sociale.

### LaRoubinsouno Prouvençalo

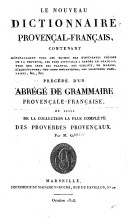
Dictionnaire de Garcin

La Roubinsouno Prouvençalo est un roman en provençal écrit durant la première moitié du XIXe, soit avant le Félibrige, statut qu'il partage avec Nouvè Granet de Victor Gélu. Son auteur Étienne Garcin était un instituteur de Draguignan qui a également édité un dictionnaire provençal français à l'usage des provençaux ayant besoin d'employer la langue française.
Le roman raconte un naufrage dans le Pacifique où les rescapés forment une communauté sur laquelle la protagoniste, originaire de Provence, exerce par son charisme et sa bienveillance. Ils établissent avec les indigènes une société au mode de vie provençal.
L'orthographe soignée (avec marques de désinences verbales qui ne s'entendent pas et des pluriels ainsi que des consonnes latentes et/ou étymologiques - muettes en absence de liaison en provençal-) est à souligner à une époque dépourvue de normes orthographiques stables. La langue est un provençal varois plutôt oriental et bien sûr de registre soutenu.

## La Renaissance félibréenne

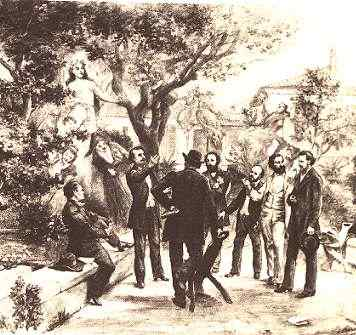
Fondation du Félibrige à Font-Ségugne par Frédéric Mistral, Joseph Roumanille, Théodore Aubanel, Jean Brunet, Paul Giéra, Anselme Mathieu et Alphonse Tavan

### Fondation duFélibrige
Au début du XIXe siècle Achard déplore dans Lou Bouquet l'absence de norme orthographique et constate que chaque auteur possède sa propre orthographe. Dans ce contexte sèpt poètes (Frédéric Mistral, Joseph Roumanille, Théodore Aubanel, Jean Brunet, Paul Giéra, Anselme Mathieu et Alphonse Tavan) fondent le 21 mai 1854 une académie à Font-Ségugne : elle s'appellera désormais le Félibrige. Né en Provence il pour vocation de défendre la Langue d'oc et compte ainsi sept « maintenances » (Provence, Aquitaine, Gascogne - Haut Languedoc, Languedoc - Roussillon, Limousin, Auvergne, Catalogne) divisée en escolo, avec de manteneire qui peuvent se distinguer en majourau et un Capoulié à la tête de l'ensemble. Le Félibrige se réunit régulièrement dans quelques lieux de l'Occitanie pour célébrer la Santo Estelo. Il établit avec des débats et désaccords la norme mistralienne et un grand nombre d'auteurs et de publication dès lors s'inscrive dans son sillage.
Au cours de ses premières années les noms de Joseph Roumanille Théodore Aubanel et Frédéric mistral leurs œuvres et leurs positionnements marqueront les débuts du Félibrige.

### Frédéric Mistral

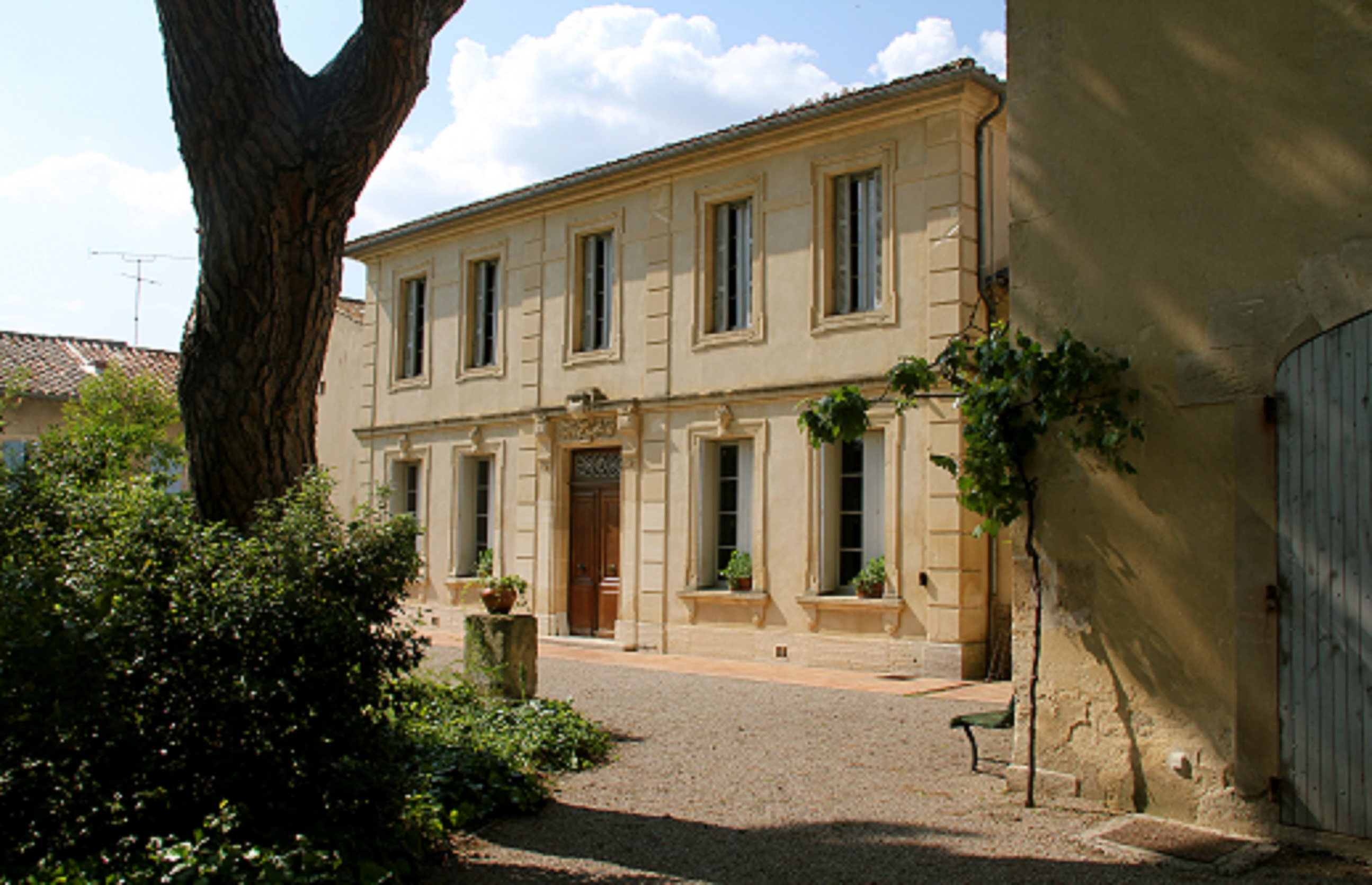
Musée Frédéric-Mistral

Frédéric Mistral est un des sept fondateurs du Félibrige mais ce qui le distingue essentiellement de tous les autres auteurs provençaux est la portée de son œuvre ; à côté de sa production littéraire, il a centralisé les informations de correspondants locaux pour rédiger Lou Tresor dóu Felibrige un dictionnaire de la langue occitane centré sur le provençal. Cette somme donne toutes le variantes (du béarnais au niçois, du limousin au languedocien oriental) et variations locales de chaque mot avec ses équivalents dans les autres langues latines (latin, français, portugais, espagnol, catalan, roumain). 
De son œuvre littéraire Mireio, Calendal et Lou Pouèmo dóu Rose se détachent et lui valurent de recevoir le Prix Nobel de Littérature en 1904. L'argent et la reconnaissance lui permirent de créer le Museon Arlaten pour conserver au-delà de la langue, les objets témoignant du mode de vie et de la culture provençale.

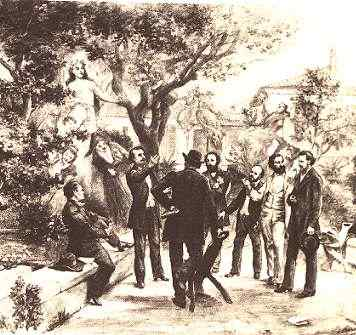
Fondation du Felibrige, 1854
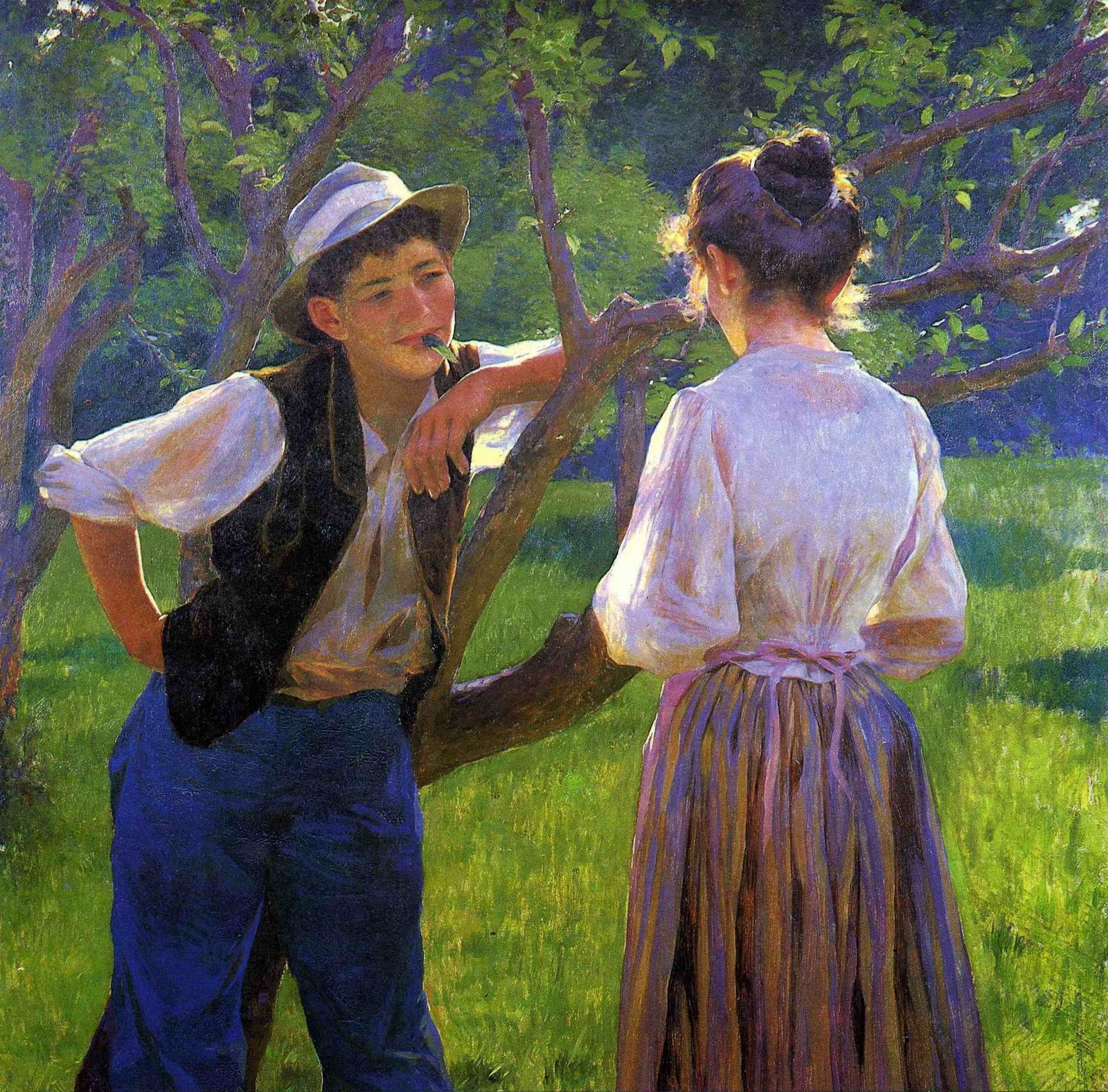
Mireio
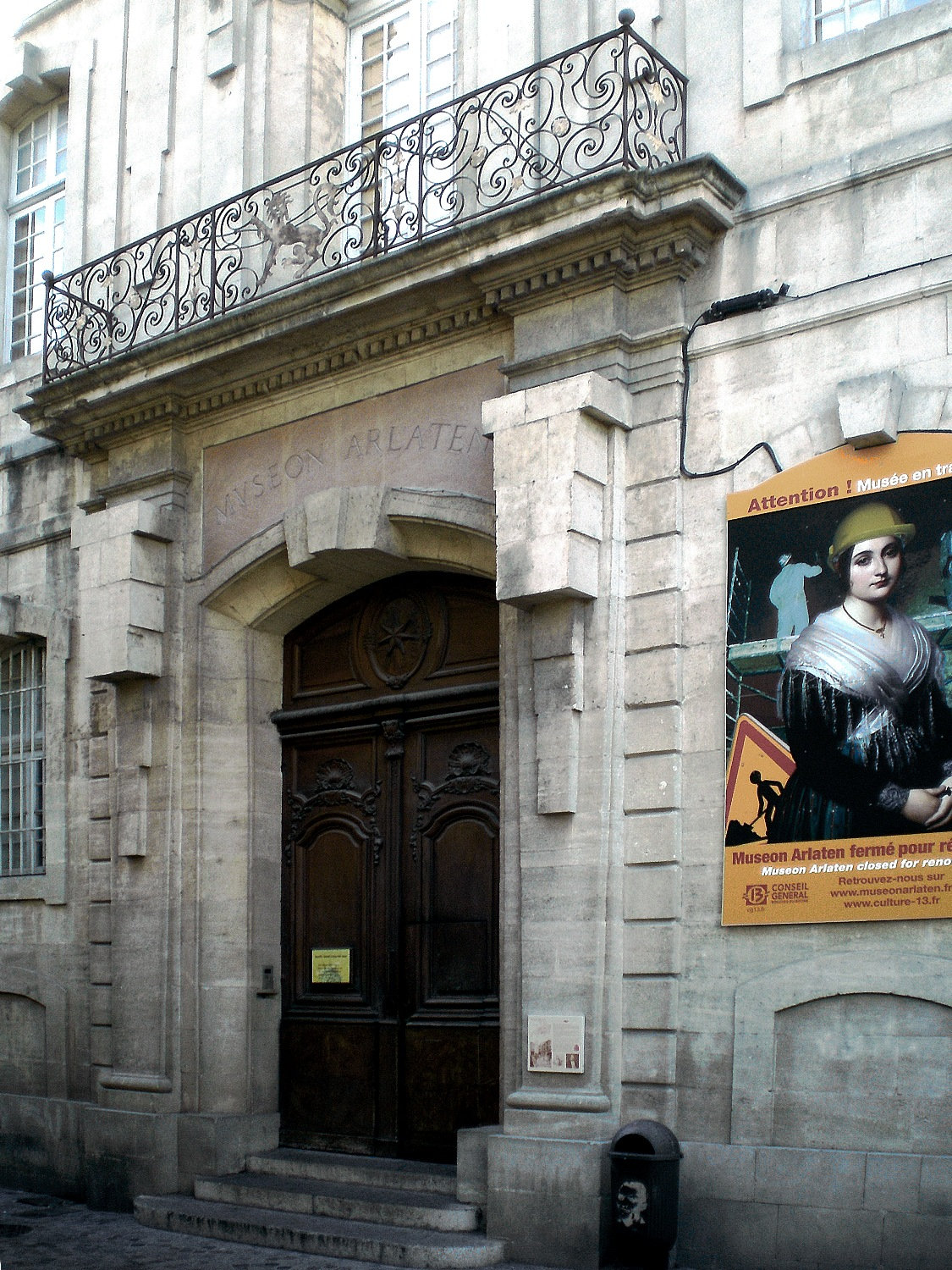
Museon Arlaten
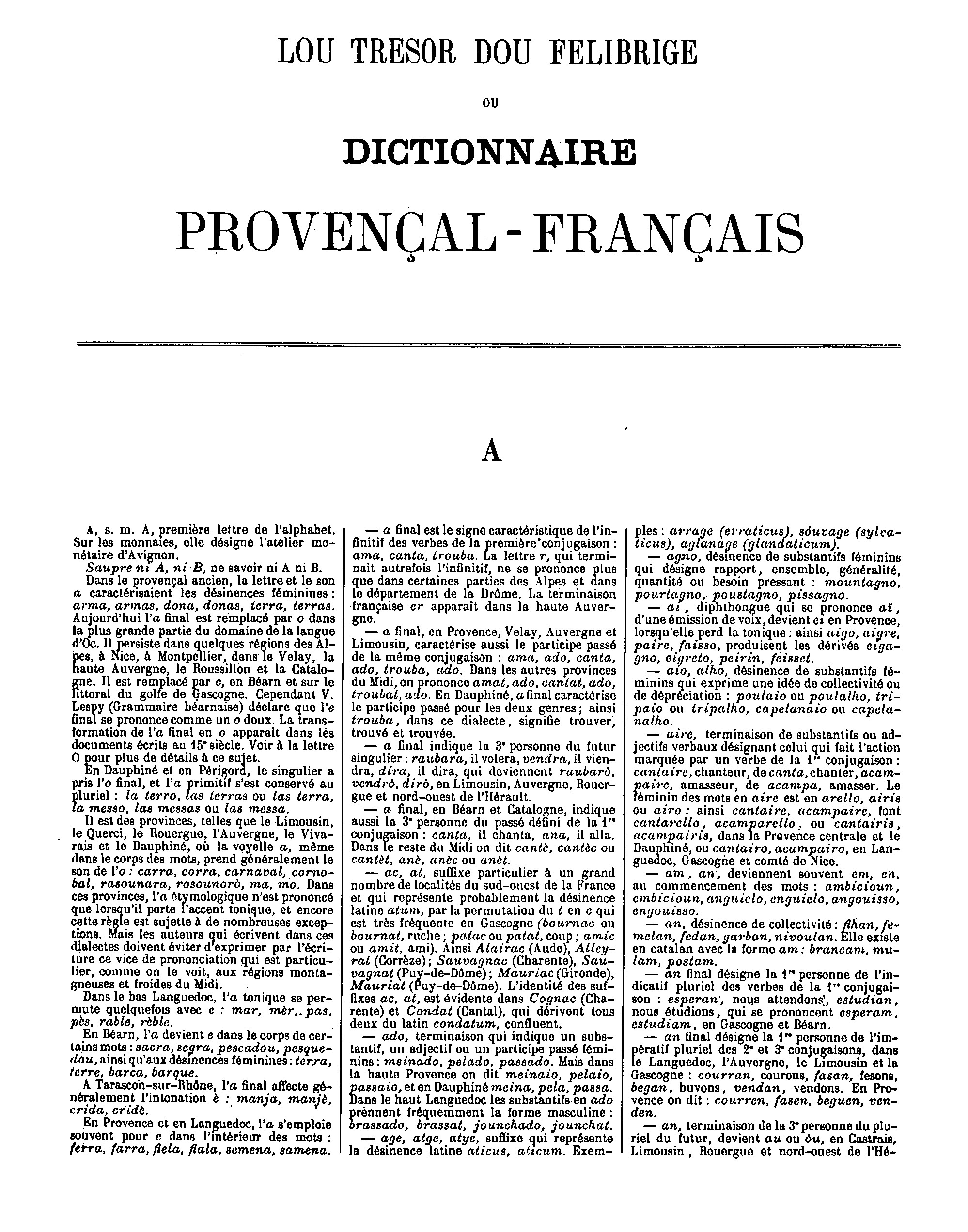
Tresor dóu Felibrige

#### Mirèio

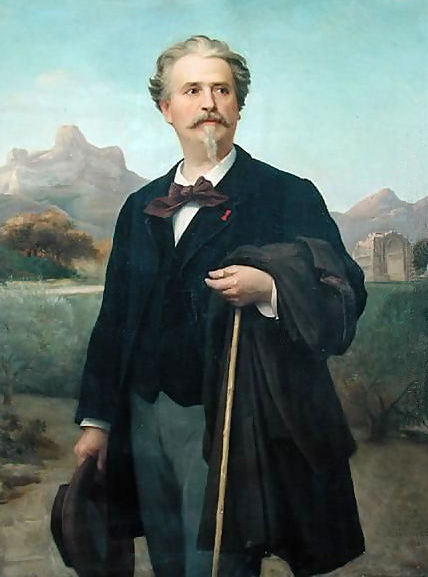
Mistral devant Glanum

La trame de Mirèio est très simple en elle-même : Mirèio est la fille d'un riche propriétaire (Ramon), elle aime Vincent, le fils d'un pauvre vannier (Ambròsi). Mireille refuse trois prétendants fortunés que lui proposent ses parents et l'un d'eux, Ourias, défie Vincent qui le défait malgré sa supériorité physique ; furieux, Ourias blesse Vincent et le laisse pour mort avant d'être emporté en punition par les âmes des noyés du Rhône. Mireille, désespérée, porte Vincent chez la sorcière (la « masco ») Taven qui guérit Vincent. Celui-ci plus amoureux que jamais réussit à convaincre (grâce à l'appui de sa sœur) son père de demander à Ramon la main de Mireille. Ce dernier y va obligé pour éviter un drame mais humilié par le fait que cela revient à mendier la fortune de Ramon qui ne tarde justement pas à l'accuser de vol prémédité. Mireille désespérée se met en route pour aller prier aux Saintes-Maries-de-la-Mer et meurt d'insolation sur le chemin en étant accueillie par les Saintes.
Sur cette trame simple se pose un roman en vers divisé en chants avec un lexique extrêmement ample. La culture et l'histoire provençale y sont mis en valeur depuis l'industrie du ver à soie, jusqu'à la figure épique de Suffren (sous les ordres de qui servit Ambròsi), la légende des Saintes et de la Tarasque, le monde camarguais sont développés. La question de l'inégalité sociale est posée et culmine dans la dispute entre Ramon et Ambròsi, ce dernier sortant de son humble réserve pour arguer qu'il a servi dans l'armée pour défendre un pays où il ne possède rien tandis que les riches ne servent pas pour défendre leur propre terre. C'est donc une richesse lexicale, thématique et sociale que met en scène le roman dont la belle protagoniste condamnée semble être une allégorie de la langue provençale.

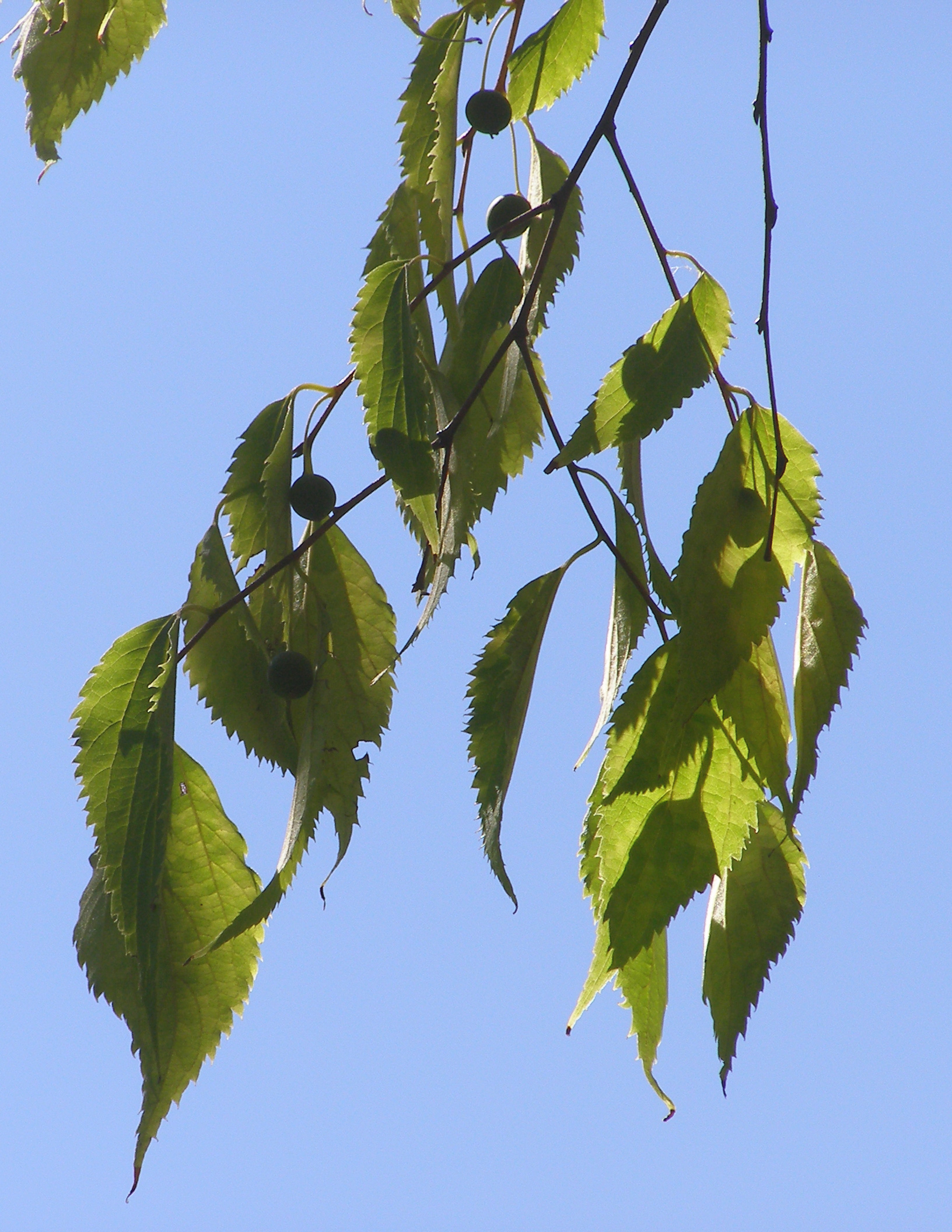
Mireio et ses parents résident au Mas dei Falabrègo (« des micocoules ») où ils hébergent pour la nuit Ambròsi et Vincent, dont Mireille tombe immédiatement amoureuse.
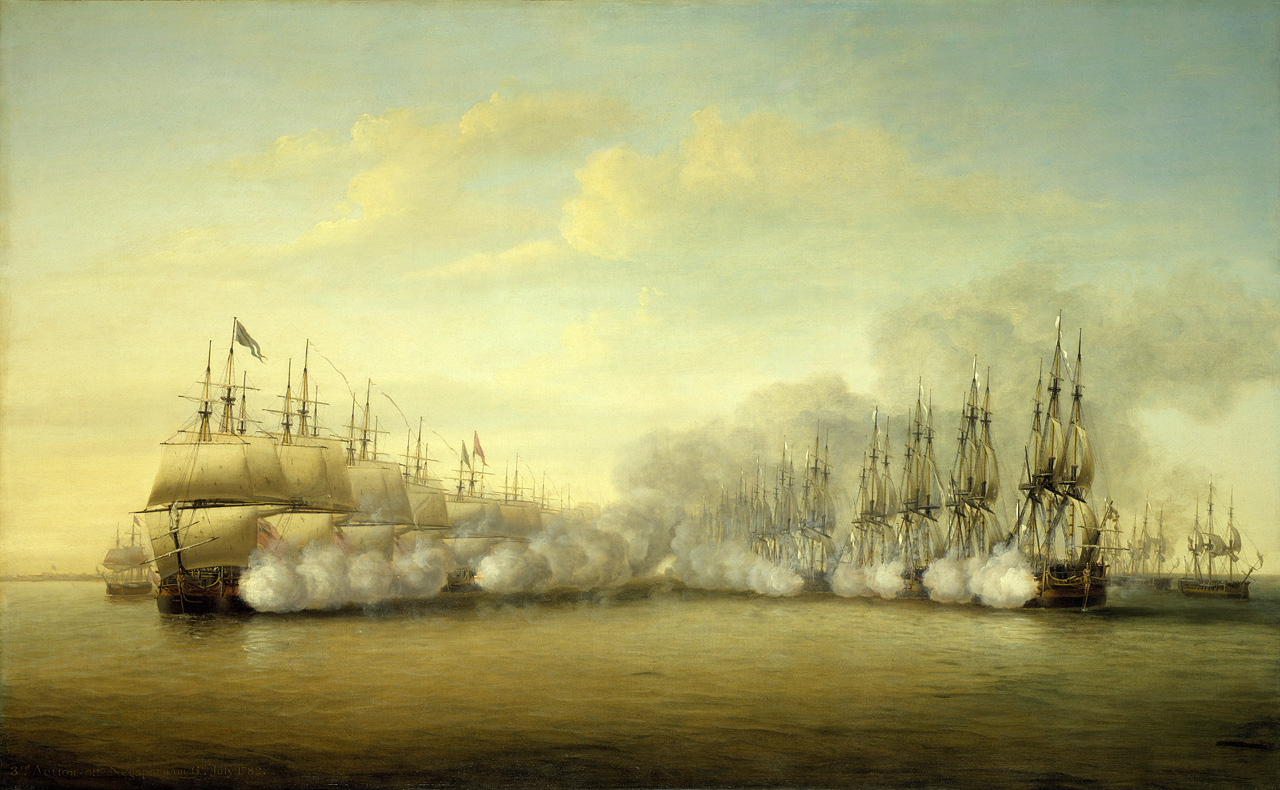
Ambròsi a servi Suffren jusqu'aux Indes, et le raconte durant la veillée au Mas des Micocoules.
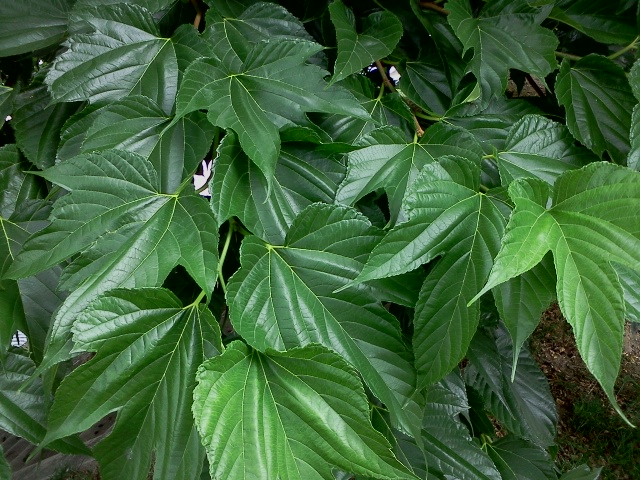
Mireille et Vincent cueillent des feuilles de mûrier pour les vers à soie, tombent, s'embrassent et font leur déclaration.
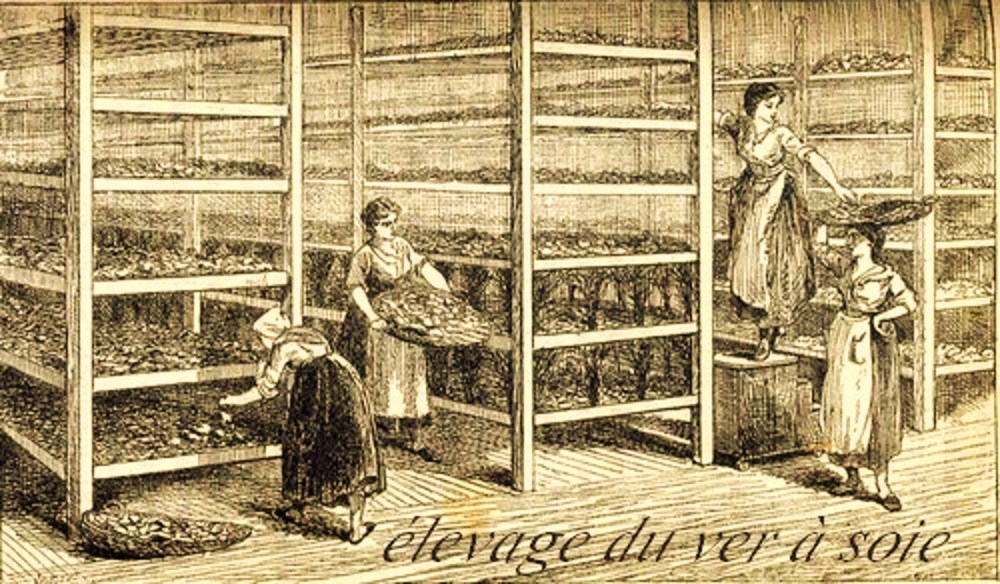
Durant la descoucounado des vers à soie, des filles se moquent de Mireille et la Masco (« sorcière ») Taven les rappelle à l'ordre disant que l'amour est une chose trop sérieuse.
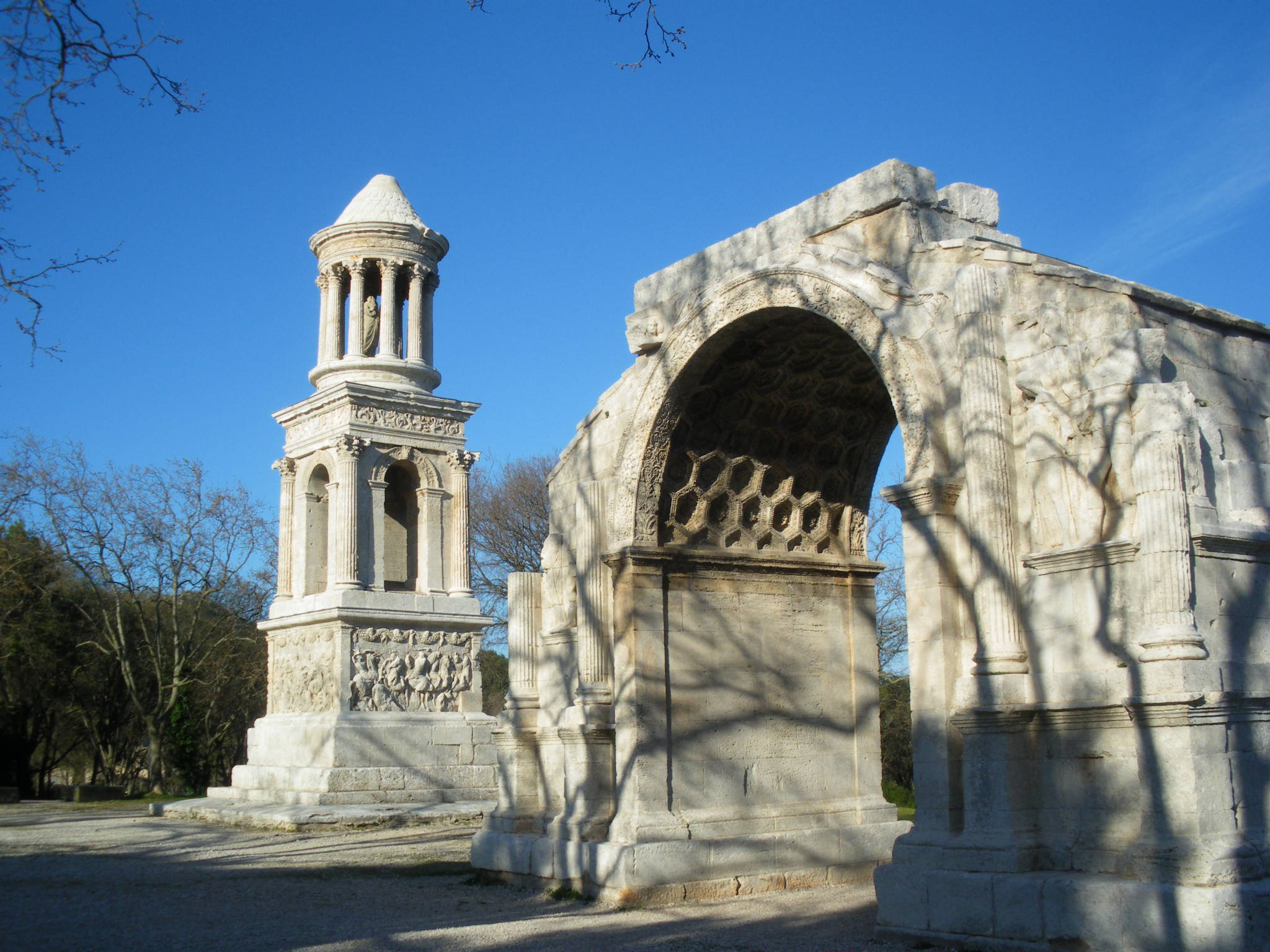
Les Antiques de Saint-Rémy-de-Provence font partie des lieux évoqués.
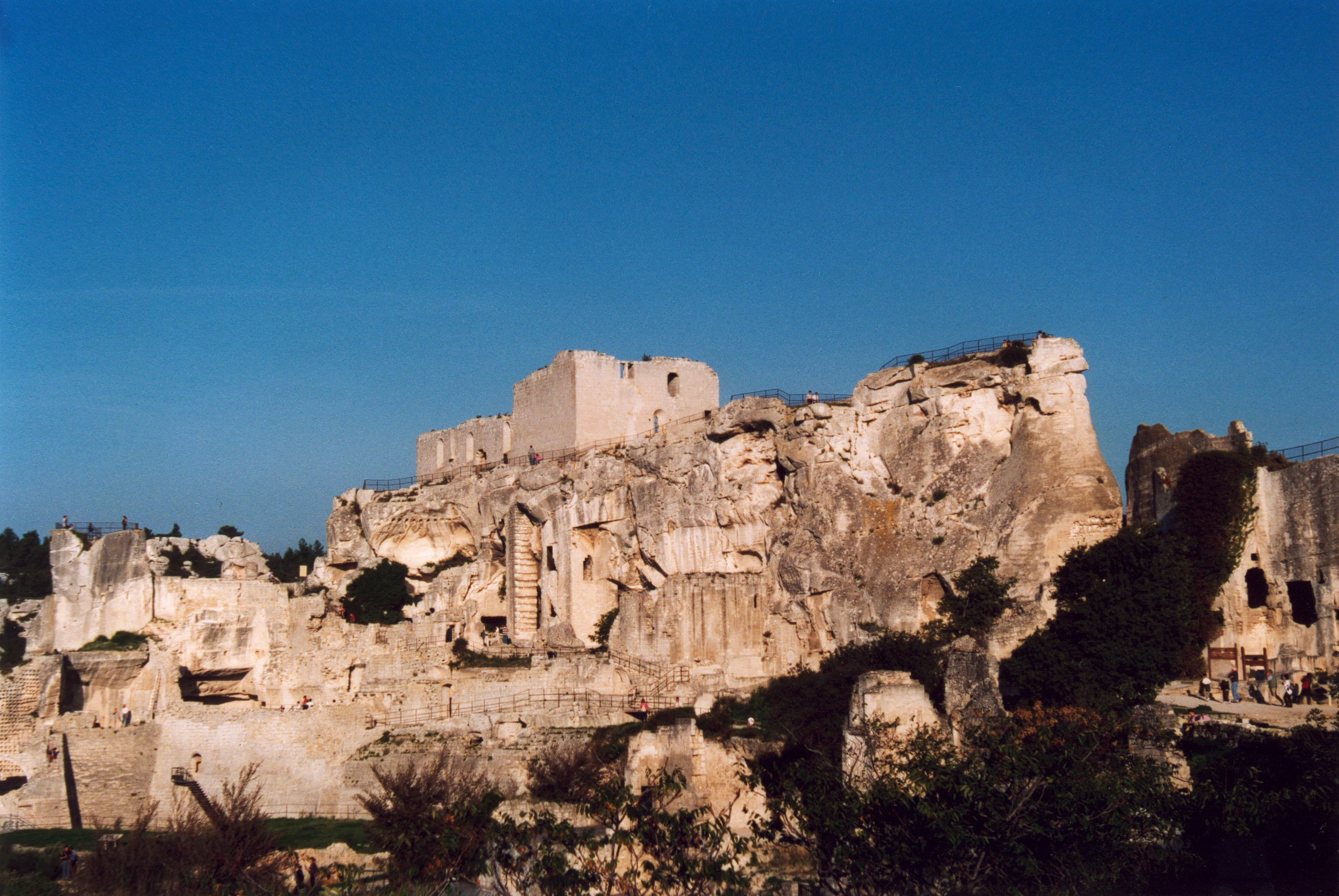
Des monuments, comme le château des Baux, sont évoqués dans le roman.
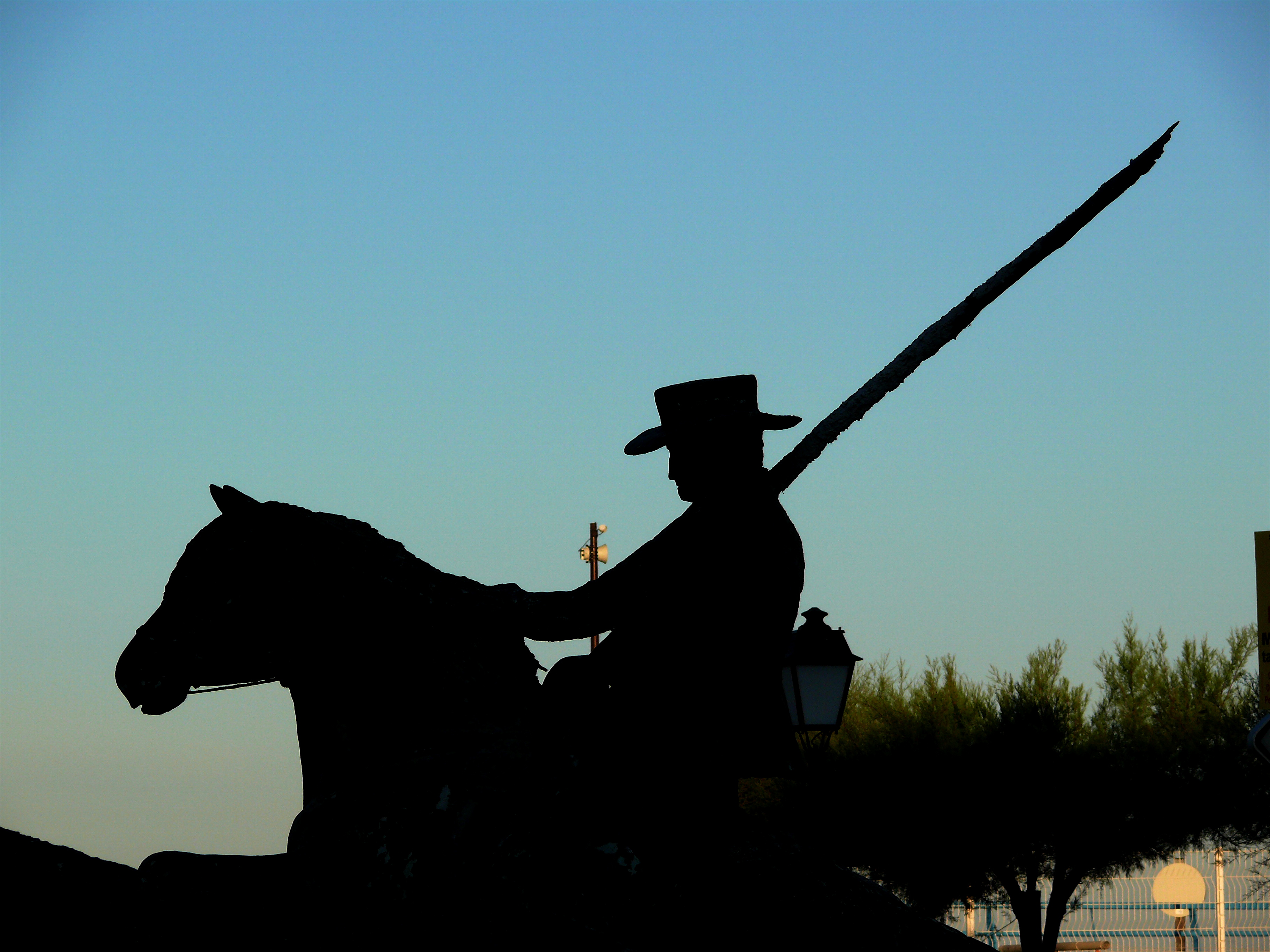
Ourias est gardian et blesse Vincent par surprise avec son trident après avoir l'avoir défié par jalousie et avoir été battu malgré sa supériorité physique.
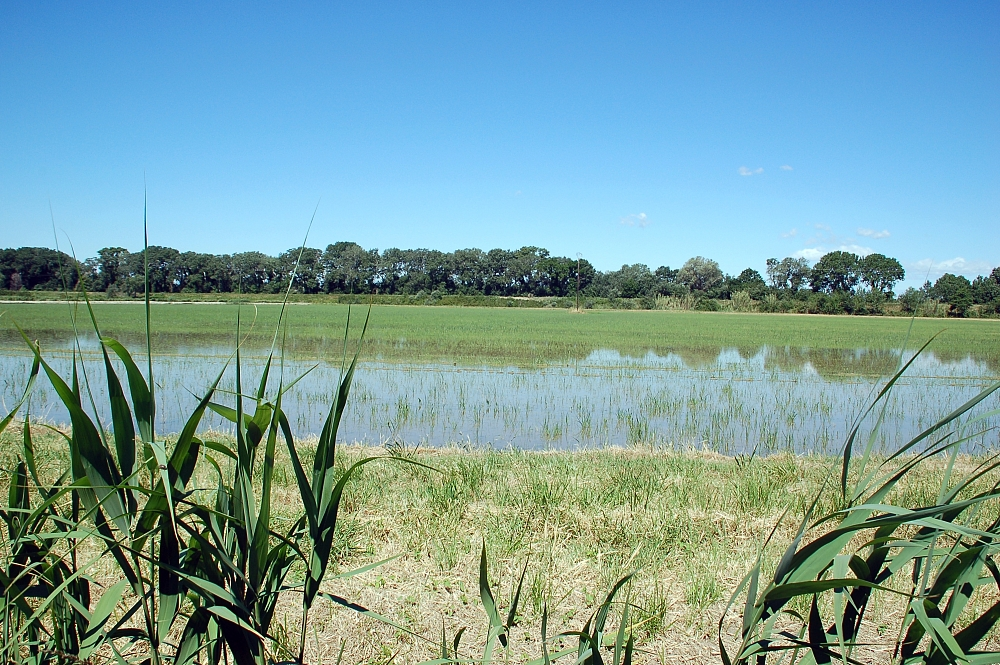
Mireille traverse la Crau et, sans chapeau attrape une insolation fatale.
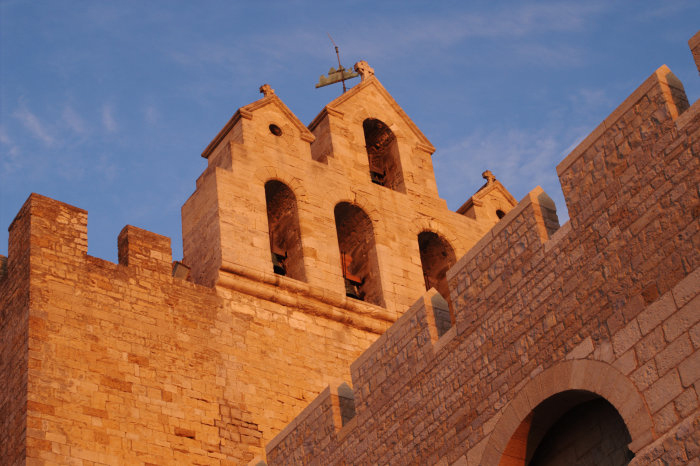
Mireille, désespérée par la refus violent de son père va prier aux Saintes-Maries-de-la-Mer et meurt en arrivant.
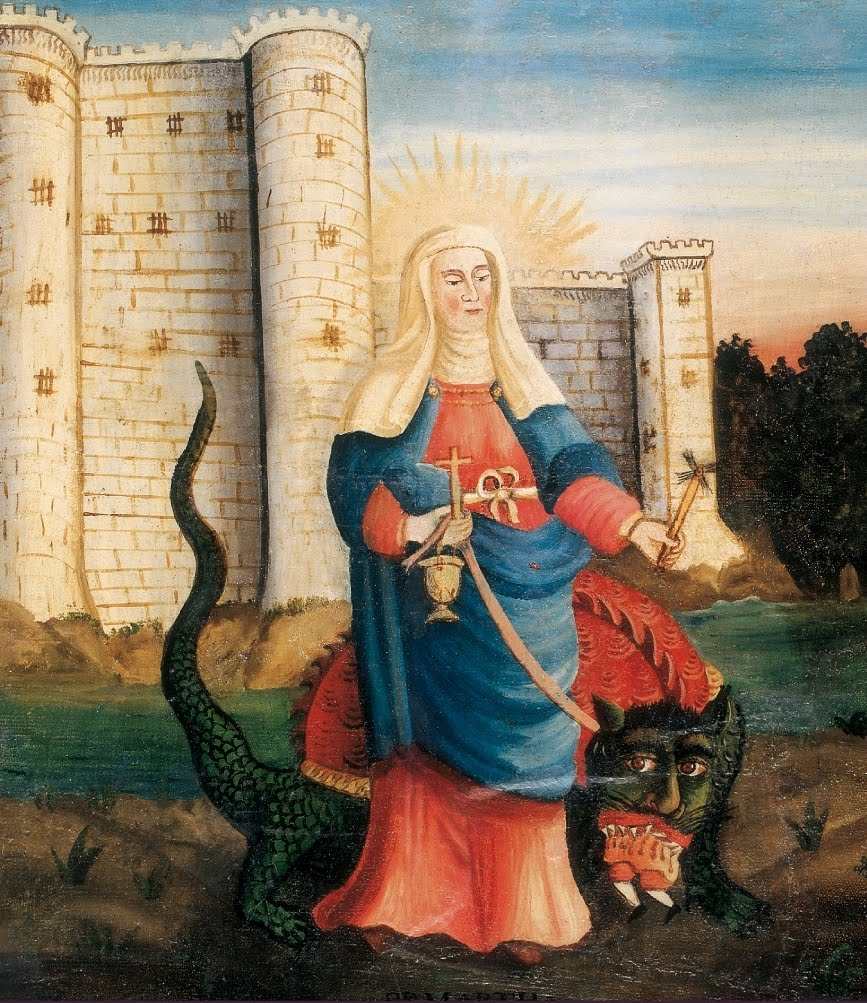
Sainte Marthe conte à Mireille comment avec les autres martyrs et saintes elle arriva en Provence pour l'évangéliser et elle vainquit la Tarasque.

### Joseph d'Arbaud

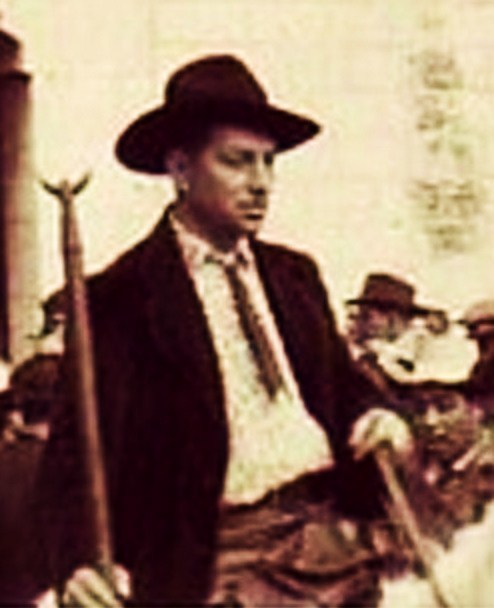
D'Arbaud, gardian

Joseph d'Arbaud (1874 - 1950) est un des écrivains provençaux les plus importants après Mistral. Aristocrate et gardian il est l'auteur de l'œuvre emblématique de la Camargue : La Bête du Vaccarès (La Bèstio dóu Vacarès).
Publié depuis le départ par Grasset c'est donc un des rares écrivains édités continuellement par une maison d'édition majeure, nationale et sans rapport particulier avec l'Occitanie (il s'agit d'ailleurs d'éditions bilingues avec la traduction en français).

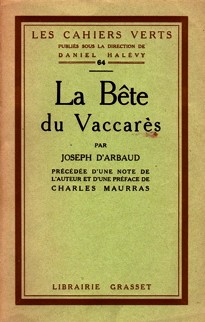

Le roman utilise les principaux recours du fantastique : le mystère, le doute, la peur, les sens et une mise en abîme en relation avec le propre auteur qui prétend avoir en reçu en héritage d'un gardian ayant travaillé pour lui un livre du Moyen Âge qui conte l'aventure d'un de ses ancêtres qui, après avoir eu a affronter des évènements mystérieux, a rencontré un satyre qui se cachait dans l'étang du Vaccarès, qu'il prend pour le diable mais immédiatement ce dernier lui explique être un démiurge de l'Antiquité qui use ses dernières forces dans un monde où les dieux antiques ont été détrônés par le christianisme. L'allégorie (tout comme avec Mireio) avec la langue provençale est évidente.

### La presse en Provençal

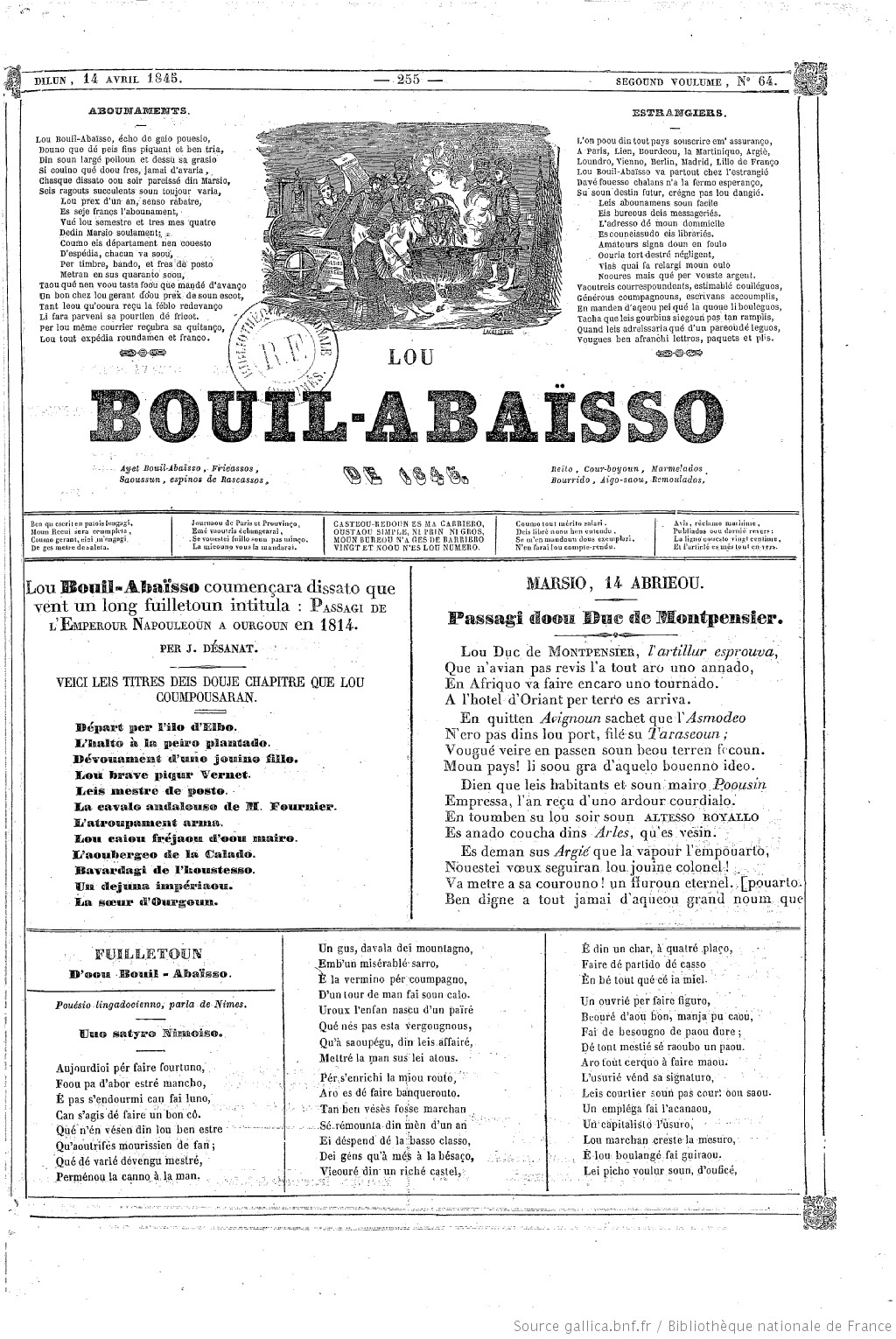
Lou Bouil-abaïsso

#### Titres
Lou Bouil-abaïsso, Li Nouvelo de Prouvença, Aquò d'Aquí, Lo Jornalet

#### Caricaturistes

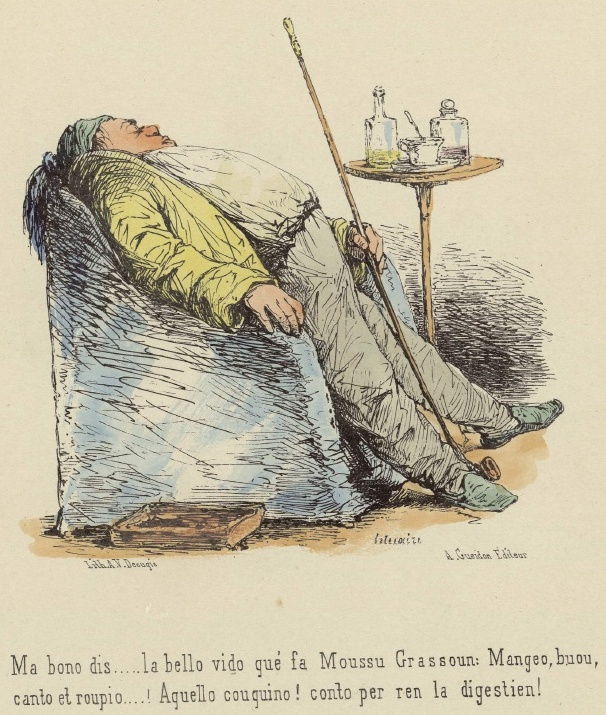
Caricature de Pierre Letuaire

Pierre Letuaire

## Félibrige et occitanisme
En 1945 fut fondé l'Institut d'études Occitanes. Félibrige et IEO auront par moments des relations plus ou moins amicales ou tendus ; dans l'orbite de l'IEO auront pu surgir des « accusations » de « traditionalisme » ou de « folklorisme » visant le Félibrige ; au sein du félibrige, certains ont pu rétorquer par des procès d'intention sur ce qui serait perçu comme une forme d'idéologie, une volonté de standardisation de la langue autour du languedocien perçu comme « central » et l'enfermement dans un bulle académique et intellectuelle coupé de la langue populaire et authentique.
Cette rivalité théorique peut être relativisée néanmoins ; d'une part les deux organismes, et en particulier l'I.E.O, ont été eux-mêmes marqués par des conflits et des désaccords internes et les deux partagent une même cause : la défense de la langue. Sur le plan linguistique une rivalité réelle est apparue : il existe de façon durable une concurrence de deux graphies normatives sur l'ensemble de l'espace de langue d'oc : la graphie dite classique (que ses détracteurs qualifient d'« occitane » la renvoyant au procès d'intention de l'idéologie occitaniste) et la graphie mistralienne (que ses détracteurs qualifient de « roumanillenne », interprétant la correspondance de Mistral pour souligner ses critiques à son égard par rapport au projet graphique de Roumanille qui en était le principal défenseur). Une concurrence graphique se manifeste au quotidien dans la réalité littéraire et sociale du provençal.

## Sources

### Primaires
- Arbaud, Joseph d'. La bèstio dóu Vaccarés au format PDF
- Bellaud, Louis - Paul, Pierre. Lous Passa Tens. Marseille : 1595. Recueil de compositions de Louis Bellaud incluant les Barbouillado de Pierre Paul.
- Champion de Cicé, Jérome. Recueil de cantiques spirituels. Marseille : Jean Mossy, 1806.
- Coye, Jean-Baptiste. :
  - Lo nòvi parat (en praphie préfélibréenne) à la Bibliothèque de Toulouse
  - Œuvres complètes publiées en 1829, Google book
- Cridas et Preconizations annualas de la Villa e Cioutat de Thollon de Anno 1394
- Dauphin, Casimir :
  - Mariéto, poème en vers provençaux, par Casimir Dauphin. Toulon : Aurel, 1854.
  - Madéloun. Les Pins. Poèmes en vers provencaux.. Marseilles : Almanach de Provence, 1859.
  - Paul : poème en vers provencaux : patois des environs de Draguignan. Toulon : 1853.
  -  Rénarié deis chins sur l'impot : lettro dé Turc à soun ami Peco . Toulon : Renoux, 1853.
  -  Lei bastidanos. Draguignan : Latil, 1878.
  -  Lei vieils Camins.. Marseilles : Geidon, 1861.
- Fulconis, Jouan-Francés. La Cisterna fulconicra. Nice : Lou Sourgentin, 1996.
  - Garcin, Étienne. La Roubinsouno prouvençalo. Les Presses du Midi : 2010.
- Le nouveau dictionnaire provençal-français (1823). Réédition par l’Institut d’Études Occitanes de Paris : 2011. Édition disponible sur le site Documents per l’estudi de la lenga occitana
- Poésies provençales : Fables et Contes. Marseille, 1841. Édition disponible sur Google books
- Lettres à Zoé sur la Provence. Fabre : Draguignan, 1841. Édition disponible sur Google books
- Gros, François-Tousaint:
  -  Recuil de pouesiés prouvençalos, Seconde édition, 1763.
  -  Œuvres complètes, 1841
- Morgues, Jacques. Statuts et Coustumes du Pays de Provence. Aix : David, 1642.
- Pélabon, Étienne :
  - Lou Groulié bel esprit, vo Suzeto et Tribor ; Comédie en deux actes, et en vers provençaux mêlée de chants. Avignon : Bonnet, 1790.
  - Lou Groulié bel esprit, vo Suzetto et Tribor : comédie. Avignon : An XIII (1805).
  - Lou groulié bel esprit; vo, Suzeto et Tribor, comédie en deux actes et en vers provençaux. Avignon : Raymond, 1821.
  - Lou Groulié bel esprit ou Suzeto et Tribor : comédie en 2 actes et en vers provençaux, mêlée de chants. Marseille : Terrasson, 1826.
  - Lou groulié bel esprit, vo Suzeto et Tribor. Marseille, 1839.
  - Lou groulié bel esprit. Avignon : P. Chaittot, 1840.
  - Lou groulié bel esprit, vo Suzeto et Tribor ; comédie en deux actes et en vers provençaux. Toulon : F. Monge, 1850.
- Maniclo ; vo, lou groulié bèl-esprit. Marsiho (Marseille) : P. Ruat, 1901.
- Pellos, Francés
  - Pellos, Francés - Lafont, Robèrt. Compendion de l'abaco. Montpellier : Université de Montpellier, 1967.
  - Compendion de l'abaco, Turin : 1492.
- Valbella, Honorat - Valbelle, Honnorat :
  - Histoire jounalière. Ciel d'Oc  (édition annotée)
  - Histoire jounalière. Manuscrit .

### Secondaires
- Blanchet, Philippe. Le provençal pour les nuls. Paris : First-Gründ, 2011.
- Nostredame, Jean de. Les vies des plus célèbres et anciens poètes provençaux. Édition de Joseph Anglade
- Christian Anatole et Robert Lafont, Nouvelle histoire de la littérature occitane, Paris, P.U.F., 1970

#### Histoire littéraire et anthologie
- Achard, Joseph François. Lou bouquet prouvençaou vo lei troubadours revioudas.
- Christian Anatole et Robert Lafont, Nouvelle histoire de la littérature occitane, Paris, P.U.F., 1970
- Louis Bayle, Considérations sur le Félibrige, Toulon, L'Astrado prouvençalo, 1977 (ISBN 2-85391-008-3).
- Camproux, Charles. Histoire de la littérature occitane. Paris : Payot.
- Paul Meyer. Cours d'histoire de la littérature provençale. Paris : A. Franck, 1865.
- Gardy, Philippe. L’Écriture occitane aux XVIe, XVIIe et XVIIIe siècles, CIDO, 1986.
- Paul Roustan, Pichoto istòri de la literaturo en lengo d'O o prouvençalo, Alès, Brabo, 1914 Consultable en ligne sur le site Ciel d'oc .
- Octave Teissier, Notice sur les archives communales de la ville de Toulon, Toulon, Payot, 1863
- Jouveau Réné et Charles Rostaing, Précis de littérature provençale, Lou prouvençau à l'Escolo, 1972
- Jean-Baptiste Noulet, Essai sur l'Histoire des Patois du Midi de la France aux XVIe et XVIIe siècles, Barcelone, Planeta, 1975
- Martí de Riquer, Los trovadores, Paris, Téchener, 1859
- Marcel Alain, Marius Trussy, le rival de Mistral, Ed. Gaussen, 2022
- De Schlegel, A. W.. Observations sur la langue et la littérature provençales. Paris : Librairie Grecque-Latine-Allemande, 1818.